# Invasão Espanhola de Portugal (1762)
A invasão espanhola de Portugal entre 5 de Maio e 24 de Novembro de 1762 foi um episódio militar da Guerra dos Sete Anos, em que Espanha e França invadiram Portugal três vezes e foram  derrotados pela Aliança Anglo-Portuguesa. Inicialmente, apenas forças espanholas e portuguesas estavam envolvidas nos combates, antes dos franceses e britânicos terem intervindo no conflito para favorecer os seus respectivos aliados. Esta campanha foi fortemente marcada por uma guerrilha nacionalista nas regiões montanhosas de Portugal, que cortou o abastecimento dos exércitos espanhóis, e um campesinato hostil que praticava uma política de terra queimada à medida que os exércitos invasores se aproximavam, deixando-os com falta de abastecimento.
Durante a primeira invasão, 22.000 espanhóis comandados por Nicolás de Carvajal, Marquês de Sarria, entraram na Província de Alto Trás-os-Montes (nordeste de Portugal) tendo como objetivo final chegar a cidade do Porto. Depois de ocuparem algumas fortalezas, foram confrontados com uma revolta nacional. Aproveitando o terreno montanhoso, os guerrilheiros infligiram pesadas perdas aos invasores e praticamente cortaram as suas linhas de comunicação com Espanha, provocando uma escassez de abastecimentos essenciais. Perto da fome, os espanhóis tentaram conquistar rapidamente o Porto, mas foram derrotados na batalha do Douro e na batalha de Montalegre antes de se retirarem para Espanha. Após este fracasso, o comandante espanhol foi substituído por Pedro Pablo Abarca de Bolea, Conde de Aranda.
Entretanto, 7104 tropas britânicas desembarcaram em Lisboa, liderando uma reorganização maciça do exército português sob o comando do Conde de Lipa, (ou em alemão: Friedrich Wilhelm Ernst zu Schaumburg-Lippe) o supremo comandante aliado.
Durante a segunda invasão de Portugal (Província da Beira), 42.000 franco-espanhóis sob Aranda tomaram Almeida e vários outros bastiões, enquanto o exército anglo-luso impediu outra invasão espanhola de Portugal pela província do Alentejo, atacando em Valência de Alcântara (Extremadura espanhola), onde um terceiro corpo espanhol se estava se reunindo para a invasão.
Os aliados conseguiram deter o exército invasor nas montanhas a leste de Abrantes, onde a encosta das montanhas virada para o exército franco-espanhol era abrupta mas muito suave do lado dos aliados, o que facilitou o abastecimento e os movimentos dos aliados mas funcionou como uma barreira para os francos-espanhóis. Os anglo-portugueses também impediram os invasores de atravessar o rio Tejo e os derrotaram em Vila Velha.
O exército franco-espanhol (que teve as suas linhas de abastecimento a partir de Espanha cortadas pela guerrilha) foi praticamente destruído por uma estratégia de terra queimada mortal: os camponeses abandonaram todas as aldeias em redor, levando consigo ou destruindo as colheitas, os alimentos e tudo o que podia ser utilizado pelos invasores, incluindo as estradas e as casas. O governo português também encorajou a deserção entre os invasores oferecendo grandes somas a todos os desertores e desertores. Os invasores tinham de escolher entre ficar e morrer de fome ou retirar-se. O resultado final foi a desintegração do exército franco-espanhol, que foi obrigado a retirar-se para Castelo Branco (mais perto da fronteira) quando uma força portuguesa sob Townshend fez um movimento de cerco em direção à sua retaguarda. Segundo um observador britânico, os invasores sofreram 30.000 perdas (quase três quartos do exército original), causadas principalmente pela fome, deserção e captura durante a perseguição dos restos franco-espanhóis pelo exército anglo-luso e pelos camponeses.
Finalmente, o exército aliado tomou o quartel-general espanhol, Castelo Branco, capturando um grande número de espanhóis, feridos e doentes - que Aranda tinha abandonado quando fugiu para Espanha, após um segundo movimento de cerco aliado.
Durante a terceira invasão de Portugal, os espanhóis atacaram Marvão e Ouguela, mas foram derrotados com baixas. O exército aliado deixou os seus aposentos de Inverno e perseguiu os espanhóis em retirada, fazendo alguns prisioneiros; e um corpo português entrou em Espanha, fazendo mais prisioneiros em La Codosera.
Em 24 de Novembro, Aranda pediu uma trégua que foi aceita e assinada por Lipa em 1 de Dezembro de 1762.

## Antecedentes

### A neutralidade portuguesa e espanhola na Guerra dos Sete Anos
Durante a Guerra dos Sete Anos, a frota britânica sob o comando do almirante Boscawen atacou a frota francesa em águas portuguesas ao largo de Lagos, Algarve, em 1758. Foram capturados três navios franceses e dois foram queimados. Portugal, apesar da aliança de longa data com a Grã-Bretanha, tinha declarado a sua neutralidade na guerra, tendo então o primeiro-ministro português, Sebastião José de Carvalho e Melo, pedido à Grã-Bretanha uma retratação  por tais ações. O Governo britânico pediu desculpas ao rei José I, enviando uma delegação especial a Lisboa, embora os navios não tenham sido devolvidos, como a França exigia (Pombal tinha previamente informado William Pitt, que não esperava que tal coisa acontecesse). O Rei de França, Luís XV, agradeceu a José I pela assistência prestada aos marinheiros franceses, mas solicitou a devolução dos navios. O caso parecia estar resolvido, mas a Espanha e a França usariam isso quatro anos mais tarde como um pretexto para invadir Portugal.
Portugal tinha cada vez mais dificuldade em manter a sua neutralidade na Guerra dos Sete Anos, devido a pequenos incidentes entre residentes britânicos e franceses: numa ocasião, o cônsul britânico em Faro avisou secretamente as fragatas britânicas para entrarem no porto e na cidade para impedir a descarga de um navio francês; e em Viana do Castelo, os mercadores britânicos equiparam um navio com armas e retiraram de um corsário francês um navio inglês que tinha sido capturado. No entanto, o rei e o Governo de Portugal assumiram o firme compromisso de manter o país fora da guerra.
Os franceses pressionavam cada vez mais uma Espanha relutante para entrar na guerra do seu lado (ao mesmo tempo que iniciavam negociações secretas com a Grã-Bretanha para acabar com isso). Contudo, os navios britânicos interceptaram correspondência oficial de Espanha para França e tomaram conhecimento de que existia uma cláusula secreta que previa que a Espanha devia declarar guerra à Grã-Bretanha em 1 de Maio de 1762. Segundo o mesmo, a Espanha declararia guerra à Grã-Bretanha em 1 de Maio de 1762. A Grã-Bretanha antecipou a Espanha e declarou guerra mais cedo, em 2 de Janeiro de 1762.

### O ultimato hispano-francês de 1762.

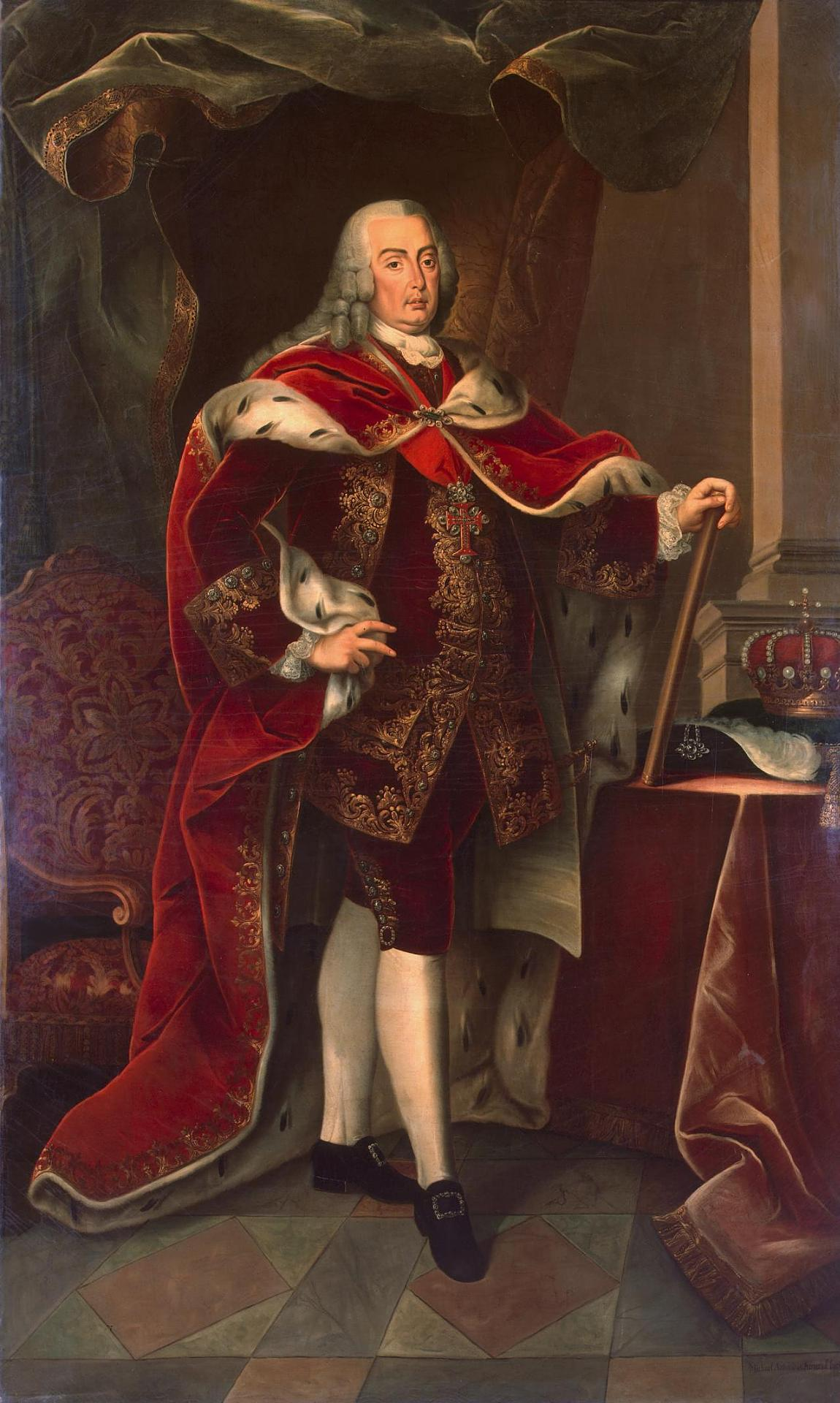
José I de Portugal. Ao ser confrontado com o "ultimato" franco-espanhol de 1762 para trair a sua aliança com a Grã-Bretanha, disse que "Afectá-lo-ia menos [Portugal], embora reduzido ao último extremo, deixar cair a última laje do seu palácio e ver os seus fiéis súbditos derramarem até à última gota de sangue, do que sacrificar, juntamente com a honra da sua coroa, tudo o que Portugal tem de caro..."

As ambas potências bourbônicas decidiram forçar Portugal a juntar-se à sua família compacta (o rei português era casado com uma Bourbon, irmã do rei espanhol). A Espanha e a França enviaram um ultimato a Lisboa (1 de Abril de 1762) declarando que Portugal deveria:
- Terminar a Aliança Anglo-Portuguesa e substitui-la por uma nova aliança franco-espanhola.
- Fechar os seus portos aos navios ingleses e interromper todo o comércio com a Grã-Bretanha na Europa e no Império Português.
- Declarar guerra à Grã-Bretanha.
- Aceitar a ocupação dos portos portugueses (incluindo Lisboa e Porto) por um exército espanhol. Assim, Portugal estaria simultaneamente "protegido" e "libertado" dos seus "opressores" britânicos.

Portugal teve quatro dias para responder, após os quais o país poderia enfrentar uma invasão das forças francesas e espanholas. Ambas as potências bourbônicas esperavam se beneficiar, desviando as tropas britânicas da Alemanha para Portugal, enquanto a Espanha esperava integrar Portugal ao seu império.
A situação em Portugal era desesperada. O grande terramoto, tsunami e incêndio de Lisboa em 1755 tinha destruído completamente a capital portuguesa, matando dezenas de milhares de pessoas e causando destruição e danos à maioria das fortalezas portuguesas. A reconstrução de uma nova Lisboa não deixou dinheiro para sustentar um exército ou uma marinha; e mesmo os quadros militares que tinham morrido no terramoto não tinham sido substituídos até 1762. A partir de 1750, a oferta de ouro do Brasil (que tinha feito de Portugal o maior detentor de ouro no século XVIII) começou o seu declínio irreversível, e o preço do açúcar do Brasil também caiu à medida que a procura britânica e holandesa diminuía.

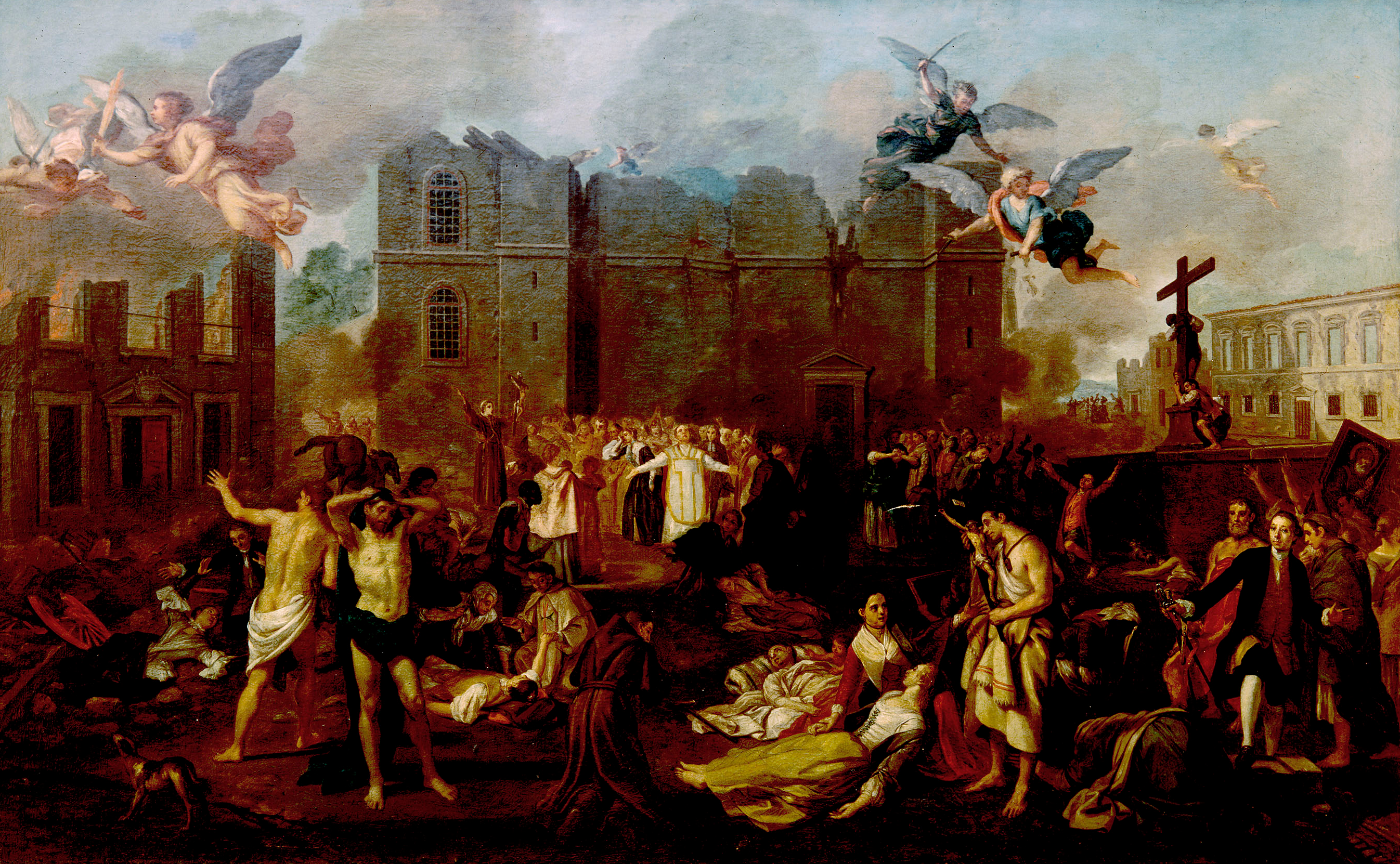
O terramoto de 1755 horrorizou toda a Europa, desencadeando um debate sobre a natureza e as suas causas entre os filósofos, em particular entre Voltaire e Rousseau, sobre se havia sido algo providencial ou natural. Um famoso panfleto publicado em 1762 em Madrid tentou provar que os danos causados aos portugueses eram um castigo divino por terem estabelecido uma aliança com hereges britânicos. A ajuda britânica tinha envolvido 6.000 barris de carne, 4.000 de manteiga, 1.200 sacos de arroz, 10.000 quartos de farinha (cerca de 127 toneladas) e 100.000 libras esterlinas para alívio (enquanto as ofertas de dinheiro espanholas e francesas foram rejeitadas.)

A Marinha Portuguesa, que tinha sido a mais poderosa do mundo durante o século XV, foi reduzida a apenas três navios da linha e algumas fragatas. O quadro geral dos "exércitos" portugueses era terrível: os regimentos estavam incompletos, os armazéns militares estavam vazios e não havia hospitais militares. Em Novembro de 1761, as tropas não tinham sido pagas durante um ano e meio (foram pagas durante seis meses na véspera da guerra), e muitos soldados viviam de roubos, ou tinham adquirido "assassinato para viver". A disciplina militar era uma memória distante e a maior parte das tropas estava "sem uniformes e sem armas". Quando o embaixador francês O'Dunne fez o ultimato em 1 de Abril de 1762, um grupo de sargentos com um capitão bateu à sua porta, pedindo esmola.
O Conde de Saint-Priest, embaixador francês em Portugal, relatou: "Era impossível encontrar um exército em maior desordem do que em Portugal. Quando o Conde de Lipa (o comandante supremo aliado, enviado pela Inglaterra) chegou, o exército tinha como marechal de campo, o Marquês de Alvito, que nunca tinha aprendido a disparar uma espingarda nem a comandar um regimento, mesmo em tempo de paz. Os coronéis, na sua maioria grandes lordes, colocaram os seus valetes nos seus regimentos como oficiais. Era muito comum ver os soldados (mesmo os sentinelas do palácio real), na sua maioria em trapos, e a mendigar esmolas. Este estado de desordem tinha terminado pouco antes de eu chegar. Temos de ser justos. O Conde de Lipa estabeleceu a disciplina, obrigando os oficiais a escolher entre a posição no regimento ou o seu anterior trabalho como valete. [...] Com a ajuda de alguns oficiais estrangeiros, o corpo militar foi disciplinado e quando cheguei, eles já estavam treinados."
Para reforçar o seu ultimato e pressionar o Governo português, as tropas espanholas e francesas começaram a reunir-se nas fronteiras norte de Portugal a partir de 16 de Março de 1762, afirmando que se tratava simplesmente de um "exército preventivo". O Governo português declarou a sua intenção de se defender a todo o custo. Assim que a notícia da entrada das tropas espanholas no Norte do reino chegou ao Tribunal, Portugal declarou guerra à Espanha e à França (18 de Maio de 1762), pedindo ajuda financeira e militar à Grã-Bretanha. A Espanha e a França declararam guerra em 15 e 20 de Junho, respectivamente.

## A primeira invasão de Portugal (Trás-os-Montes)
A campanha havia sido iniciada pelos espanhóis do lado do Tras os Montes, na qual a província de Miranda, Bragança e algumas outras cidades haviam caído em suas mãos. Resolveram então avançar contra o Porto, mas esse desígnio foi frustrado pela bravura dos camponeses, que se apoderaram dos despojos e obrigaram o exército espanhol a uma retirada desordenada. Decepcionado neste local, o inimigo virou os seus passos em direção à província da Beira, abandonando Trás-os-Montes...— Orderly book of Lieut. Gen John Burgoyne

A região de Trás-os-Montes foi o principal teatro de operações durante a primeira invasão franco-espanhola de Portugal (maio-junho de 1762).

Em 30 de Abril de 1762, as forças espanholas entraram em Portugal através da província de Trás-os-Montes e enviaram uma proclamação intitulada "razões para entrar em Portugal", na qual os espanhóis declararam que não vinham como inimigos, mas como amigos e libertadores que vinham libertar o povo português das "pesadas correntes da Inglaterra ", o "tirano dos mares". Em 5 de maio, o Marquês de Sarria, no comando de um exército de 22.000 homens, iniciou a verdadeira invasão. Portugal declarou guerra à Espanha e à França em 18 de maio de 1762.
Miranda, a única fortaleza fortificada e abastecida da província, foi sitiada em 6 de maio de 1762, mas a explosão acidental de uma enorme quantidade (20 toneladas) de pólvora matou quatrocentas pessoas e abriu duas brechas nas paredes, forçando a rendição em 9 de maio de 1762. Todas as cidades, desprotegidas, abriram suas portas e foram ocupadas sem disparar um único tiro: Bragança em 12 de maio, Chaves em 21 de maio e Torre de Moncorvo em 23 de maio. Não havia fortalezas com muros intactos nem tropas regulares em toda a província de Trás-os-Montes (também sem provisões ou pólvora). O general espanhol brincou com a ausência total de soldados portugueses em toda a província: "Não consigo descobrir onde estão esses insetos ". Os espanhóis pagaram o dobro das provisões que haviam adquirido e não houve um único tiro. Mas Madri havia cometido um duplo erro. Como os espanhóis acreditavam que mostrar poder simplesmente induziria Portugal a se submeter, eles encontraram um país quase sem provisões, o que acabaria minando toda a campanha. Eles também assumiram que o país poderia fornecer a eles toda a alimentação necessária. Quando isso se revelou uma ilusão, o exército espanhol impôs contribuições forçadas para o campo. Isso foi o gatilho de uma revolta popular.

### A Úlcera Portuguesa
A vitória parecia apenas uma questão de tempo e em Madrid esperava-se com confiança que a queda do Porto fosse iminente, mas de repente os invasores enfrentaram uma rebelião nacional, que se espalhou pelas províncias de Trás-os-Montes e Minho. Francisco Sarmento, governador de Trás-os-Montes, fez uma declaração pedindo ao povo que resistisse aos espanhóis ou eles seriam considerados rebeldes. Os espanhóis encontraram aldeias abandonadas sem comida ou camponeses para construir estradas para o exército. Juntamente com algumas Milícias e Ordenanças (respectivamente uma espécie de instituição militar portuguesa de 2ª e 3ª linha), bandos de civis armados com foices e armas de fogo atacaram as tropas espanholas, aproveitando-se do terreno montanhoso.
Os espanhóis sofreram pesadas perdas e altas taxas de doenças. Vários relatos no terreno (publicados na imprensa britânica em 1762) confirmam isso: "[Província de] Beira. Almeida, 12 de junho, (...) o Inimigo [espanhóis], ao número de oito mil entrou na fronteira... vários partidos se reuniram do campo, e saquearam as aldeias naquela fronteira, e nem mesmo pouparam as igrejas; mas que esses partidos foram expulsos pela milícia portuguesa, que matou e fez prisioneiros acima de duzentos espanhóis (...). [Província do] Minho...20 de junho...aqueles [espanhóis] que se retiraram de Villa Real e Mirandela em direção a Miranda, foram atacados em sua marcha pelas milícias...que mataram alguns dos espanhóis, e fizeram vinte ímpares prisioneiros...temos conselho do dia 22 de [junho], que um comboio de sessenta mulas, carregado de provisões, tinha sido retirado do inimigo cerca de duas léguas de Chaves".
Segundo fontes francesas contemporâneas, mais de 40 mil espanhóis morreram no hospital de Bragança, tanto em termos de baixas como de número de feridos. Muitos mais foram mortos pela guerrilha, feitos prisioneiros ou mortos de fome. O nacionalismo português e as atrocidades cometidas pelos exércitos espanhóis contra as aldeias - especialmente durante as expedições - foram o terreno fértil para a revolta. Até o rei Carlos III da Espanha, na sua declaração de guerra a Portugal em 15 de Junho de 1762 - um mês após a invasão e quase um mês após a declaração de guerra de Portugal à Espanha - protestou contra muitas populações portuguesas, lideradas por oficiais infiltrados, por meio de engano, matando vários destacamentos espanhóis. Em outro exemplo, o corregedor português de Miranda relatou em Agosto de 1762 que as forças invasoras haviam: 

experimentado uma ameaça mortal dos camponeses, que tinham pegado em armas, e que apesar de não serem soldados ou fornecedores do exército... e que até inicialmente tinham matado os traidores, acusando-os de serem espiões. Nenhum camponês tomava a mercadoria como uma fortaleza... e os fornecedores do exército estavam relutantes em procurar suprimentos deles sem uma escolta de mais de 30 homens, porque com menos, nenhum deles retornaria à fortaleza.
Os invasores foram forçados a dispersar suas forças para proteger as fortalezas conquistadas, encontrar alimentos e preservar os comboios com provisões. Os alimentos para os exércitos vieram da própria Espanha, tornando-a vulnerável ao ataque. A menos que as forças espanholas pudessem conquistar o Porto rapidamente, a fome tornaria a situação insustentável para os espanhóis.

### A campanha decisiva do Porto
Uma força espanhola de 3.000 a 6.000 homens comandada por O'Reilly deixou Chaves e avançou em direção ao Porto. Isso gerou grande alarme entre os britânicos da cidade, onde suas comunidades tinham inúmeros negócios e suprimentos e 15.000 toneladas de vinho esperando para serem embarcadas. As medidas de evacuação foram iniciadas pelo almirantado britânico, enquanto o governador português do Porto foi ordenado a deixar a cidade, embora não o tenha feito. Mas quando os espanhóis tentaram atravessar o Douro entre Torre de Moncorvo e Vila Nova de Foz Côa, encontraram O'Hara e suas centenas de forças e camponeses portugueses com armas e algumas ordenanças, ajudados por mulheres e crianças nas montanhas da margem sul (25 de Maio). Na batalha seguinte, todos os ataques espanhóis foram repelidos com inúmeras baixas. O pânico se instalou e os invasores recuaram e foram perseguidos até Chaves, que tinha sido o ponto de partida da expedição. Um francês contemporâneo, o General Dumouriez, que foi a Portugal em 1766 para estudar in loco a campanha de 1762, escreveu um conhecido relatório que foi enviado ao Rei de Espanha e ao Ministro francês das Relações Exteriores, Choiseul:

"O'Reilly... refez seus passos e fez um retiro muito confuso. Em Villa Pouca, e até Chaves, os conterrâneos o molestaram excessivamente, e tiveram a glória de fazê-lo recuar com perdas e infortúnios, embora seu número não ultrapassasse 600, e não houvesse um único soldado entre eles. Essa derrota dos espanhóis foi muito celebrada em Portugal, e as peculiaridades desses eventos se repetiram com muito orgulho. O fracasso desta operação levou à retirada do exército espanhol [de Portugal] para Zamora [Espanha]. [...] Sua derrota se deveu ao aparecimento do medo..."— In An Account of Portugal, as it Appeared in 1766 to Dumouriez.
Em 26 de maio, outra parte do exército espanhol, que tinha marchado de Chaves para a província do Minho, travou uma batalha com as ordenanças portuguesas nas montanhas de Montealegre e o resultado foi semelhante: os espanhóis tiveram que recuar com perdas.

"... Depois de terem se tornado mestres de Miranda, Bragança e Chaves, lugares sem guarnições ou muros, os espanhóis destacaram 12 mil homens, parte em Montalegre, parte em Vila Real. A divisão que se estendeu sobre Montalegre foi forte de 4 mil combatentes, porém os burgueses, a maioria sem espingardas nem espadas, com algumas companhias das tropas do rei, encaminharam este corpo e fizeram com que ele perdesse muita gente.— Contemporary account of the Battle of Montalegre in the jornal  Le Nouvelliste Suisse , July 1762.
Um exército de 8.000 espanhóis foi enviado para Almeida (na Beira) e também foi derrotado: foram forçados a recuar, com 200 feridos pelas milícias, e 600 caíram numa tentativa falhada de ataque à fortaleza de Almeida (de acordo com fontes britânicas contemporâneas).
Finalmente, foram enviados reforços ao Porto e à província de Trás-os-Montes, que ocuparam os desfiladeiros, colocando em risco a retirada espanhola, tornando-a também inevitável. A imprensa britânica acrescentou o seguinte alguns dias depois: "Estas são todas as informações disponíveis até o momento, 29 de maio [1762]. Os oficiais não encontram palavras para expressar a coragem das milícias e o zelo e entusiasmo que essas pessoas demonstram no confronto com o inimigo."
O resultado da Batalha do Douro foi crucial para o fracasso da invasão espanhola, porque, nas palavras de Dumouriez: "Portugal estava ao mesmo tempo sem tropas e numa situação de terror; se o exército espanhol tivesse avançado rapidamente para o Porto, tê-lo-ia levado sem disparar uma arma. Ali teriam encontrado grandes recursos em dinheiro, provisões e negócios, e um bom clima; as tropas espanholas não teriam perecido, como o fizeram, com fome e sem abrigo; o aspecto dos fatos teria mudado completamente.

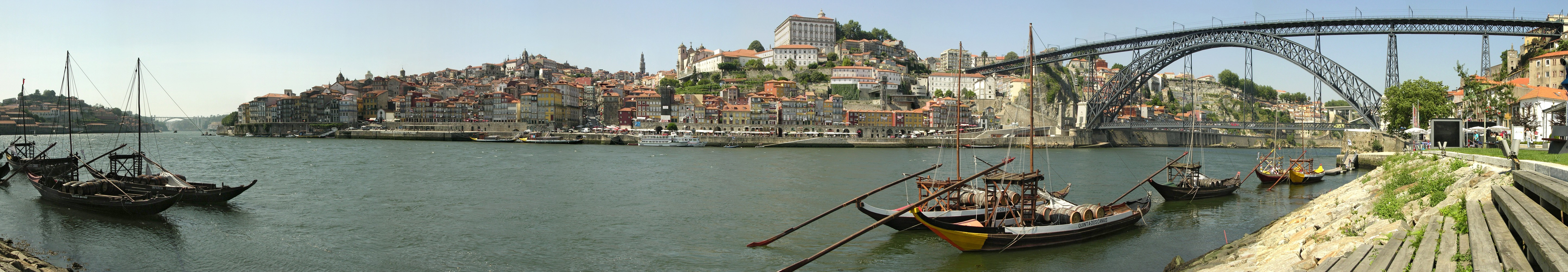
A cidade do Porto, do flanco norte do Rio Douro. O seu destino foi decidido na Batalha do Douro (25 de Maio de 1762).

### A retirada espanhola
Além desses inconvenientes, os espanhóis estavam sofrendo um abate. Um documento contemporâneo detalha que era impossível caminhar nas montanhas da província de Trás os Montes por causa do cheiro nauseante dos cadáveres dos espanhóis, que os transeuntes se recusavam a enterrar, motivados pelo ódio. Mesmo dentro das cidades ocupadas pelos invasores, eles não estavam seguros: da metade dos cem migueletes que entraram em Chaves em 21 de maio de 1762, apenas dezoito permaneceram vivos até o final de junho. Segundo o historiador militar José Luis Terrón Ponce, as baixas espanholas na primeira invasão de Portugal (por guerrilheiros, baixas em combate ou deserção) foram superiores a 8.000 homens. Em 1766, Charles François Dumouriez estimou o número em cerca de 10.000 e recomendou que os espanhóis evitassem a província de Trás os Montes em futuras invasões.
Tendo falhado o principal objetivo militar da campanha (Porto, a segunda cidade do reino), e tendo sofrido terríveis baixas por causa da fome e da guerrilha (que cortou o fornecimento de alimentos), e eventualmente ameaçado pelo avanço das tropas regulares portuguesas em Lamego - que conseguiu dividir as duas alas do exército espanhol (a força que tentava alcançar o flanco sul do Douro e a que tentava chegar ao Porto através das montanhas) o exército espanhol, diminuído e desmoralizado, foi obrigado a retirar-se para Espanha no final de junho de 1762, abandonando todas as suas conquistas com a única exceção de Chaves, na fronteira. Assim como um militar francês o escreveu:

"Os espanhóis sempre foram infelizes em suas expedições contra a Província de Trás-os-Montes. Durante a guerra de 1762, eles foram repelidos apenas pelos camponeses, depois de sofrerem grandes perdas".— Citado em Lettres Historiques et Politiques sur le Portugal
Durante a primeira invasão foram derrotados pelos compatriotas, quase sem a ajuda das tropas regulares de Portugal ou das tropas britânicas, e muito em breve o Marquês de Sarria, o comandante espanhol no comando, foi substituído por Pedro Pablo Abarca de Bolea, o décimo Conde de Aranda. Para se salvar e preservar a reputação de Carlos III, Sarria pediu para ser removido por motivos de saúde imediatamente após a conquista de Almeida e após receber a Ordem do Tosão de Ouro: "O ex-marquês de Sarria foi recompensado pela sua derrota com a Ordem do Tosão de Ouro, e a sua demissão voluntária foi aceita". A Espanha havia perdido a oportunidade de derrotar Portugal antes das tropas britânicas e da sua união com as tropas regulares portuguesas.

### As atrocidades espanholas antes e durante a retirada
Muitos civis foram mortos ou transferidos para a Espanha, juntamente com a prata das igrejas e os cavalos das aldeias. Um relato contemporâneo publicado na imprensa britânica durante esta invasão é bastante revelador:

"Os espanhóis, em vez de avançar ousadamente para enfrentar seus inimigos, contentam-se em despachar festas voadoras de seu acampamento, que cometem barbáries inauditas entre as pequenas aldeias; roubar e assassinar os habitantes; incendiar suas plantações, e nem mesmo poupar os móveis sagrados pertencentes às suas capelas. Em seu retiro de Bragança [no final da invasão], saquearam o colégio e a igreja, bem como as casas de vários dos principais povos; os quais, juntamente com vários sacerdotes, levaram consigo para a Espanha. Também mataram a sangue frio vários camponeses daquele bairro".— The Gentleman's and London Magazine: Or Monthly Chronologer, 1741–1794

## Os "tiranos do mar" reorganizam o exército português

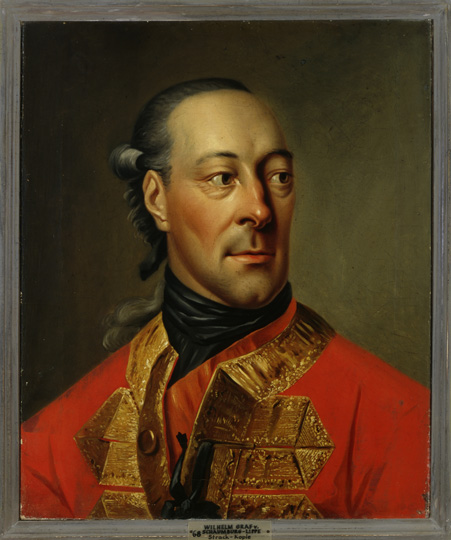
Guilherme, Conde de Eschaumburgo-Lipa, comandante supremo aliado, e um dos melhores soldados de sua época. Superado em uma proporção de três para um, ele enfrentou com sucesso o desafio. Ele treinou intensivamente o exército português em tempo recorde, e optou por usar pequenas unidades contra os flancos e retaguarda dos grandes batalhões do invasor (aproveitando o terreno montanhoso). Ele destruiu a vontade do inimigo de lutar pela fome, pelo sangramento de suas forças em uma guerra de guerrilha e por uma exaustiva guerra de marchas e contra-marchas (a chamada "Guerra Fantástica").

Enquanto isso, em maio, as forças expedicionárias britânicas, os 83º e 91º Regimentos de Infantaria, chegaram, juntamente com a maioria dos 16º Dragões ligeiros, todos liderados pelo General Jorge Townshend. Outras forças (os Regimentos de 3º, 67º, 75º e 85º de Infantaria e duas companhias da Real Artilharia) chegaram em julho de 1762. O número total de forças é conhecido em detalhes pelos documentos oficiais: 7.104 oficiais e homens de todas as armas. A Grã-Bretanha também forneceu suprimentos, munições e um empréstimo de £200.000 ao seu aliado, Portugal.
Havia algum atrito entre os dois aliados, causado por problemas de língua, religião e por rivalidade ou inveja; os oficiais portugueses sentiam-se desconfortáveis por serem comandados por estranhos, e especialmente com os salários dos seus homólogos britânicos, que eram o dobro dos deles (para que os oficiais britânicos pudessem manter o salário que tinham no exército britânico). Além da dificuldade de alimentar as tropas britânicas em Portugal, Lipa enfrentou com sucesso outro grande problema: a recriação do exército português e sua integração com o britânico. Lipa selecionou apenas 7.000 a 8.000 homens dos 40.000 soldados portugueses que estavam sujeitos a ele, e dispensou todos os outros como inúteis ou inaptos para o serviço militar. Portanto, todo esse exército na campanha era cerca de 15.000 soldados regulares (metade portugueses e metade ingleses). As milícias e ordenanças (respectivamente, uma espécie de instituição militar portuguesa da 2ª e 3ª linhas, cerca de 25.000 homens no total) foram utilizadas apenas para guarnição das fortalezas, enquanto algumas tropas regulares (1ª linha) permaneceram no norte de Portugal para enfrentar as tropas espanholas da Galiza. Esses 15 mil homens tiveram que enfrentar um exército combinado de 42 mil invasores (30 mil dos quais espanhóis liderados pelo Conde de Aranda e 10 mil a 12 mil franceses comandados por Charles Juste de Beauvau, o Príncipe de Craon).
Lipa finalmente conseguiu tanto a integração das duas forças armadas quanto sua ação conjunta. Como disse o historiador Martin Philippson: "O novo líder conseguiu, em pouco tempo, reorganizar o exército português, e com ele, reforçado pelos ingleses, derrotou os espanhóis, apesar de sua superioridade em números, através das fronteiras."

## A invasão espanhola abortada do Alentejo
O exército franco-espanhol havia sido fragmentado em três divisões: a divisão nordeste, na Galiza, invadiu as províncias de Trás-os-Montes e Minho, no nordeste de Portugal, tendo como alvo final o Porto (primeira invasão de Portugal, Maio-Junho de 1762); a divisão central (reforçada pelas tropas francesas e os restos da divisão nordeste) - que depois invadiu a província portuguesa da Beira em direção a Lisboa (segunda invasão de Portugal, Julho-Novembro de 1762); e finalmente o corpo militar do sul (perto de Valência de Alcântara), destinado a invadir a província do Alentejo no sul de Portugal.
O sucesso do exército franco-espanhol no início da segunda invasão de Portugal (Beira) causou tal alarme que D. José I pressionou seu comandante, o Conde de Lipa, a realizar uma campanha ofensiva. Como o inimigo estava reunindo tropas e munições na região valenciana de Alcântara Lipa optou por tomar uma ação preventiva para atacar o invasor em seu próprio terreno, na Extremadura. As tropas ao redor de Valência de Alcântara eram as linhas avançadas do terceiro corpo espanhol (divisão sul), e esta cidade era um depósito principal de abastecimento, contendo cartuchos e um parque de artilharia. Os aliados luso-britânicos tinham o fator surpresa do seu lado. A disparidade em números e recursos era tão grande que os espanhóis não esperavam uma operação tão arriscada, pois não tinham barricadas avançadas, nem piquetes, nem mesmo guardas, exceto na grande praça da cidade.
Na manhã de 27 de agosto de 1762, uma força anglo-portuguesa de 2.800 homens sob o comando de Burgoyne atacou e tomou Valência de Alcântara, derrotando um dos melhores regimentos espanhóis (o de Sevilha), e matando todos os soldados que resistiram, capturou três bandeiras e vários soldados e oficiais, incluindo o Major-General Dom Miguel de Irunibeni, que foi responsável pela invasão do Alentejo, e que tinha chegado à cidade na véspera. Muitas armas e munições foram capturadas ou destruídas.
A Batalha de Valência de Alcântara não só galvanizou o exército português numa fase crítica da guerra (no início da segunda invasão), como também impediu uma terceira invasão de Portugal pelo Alentejo, uma província plana e aberta, através da qual a poderosa cavalaria espanhola poderia marchar para as proximidades de Lisboa, sem oposição.
Burgoyne foi recompensado pelo Rei de Portugal, José I, com um grande anel de diamantes, juntamente com as bandeiras capturadas, enquanto a sua reputação internacional foi reforçada.

## Segunda invasão de Portugal (Beira)

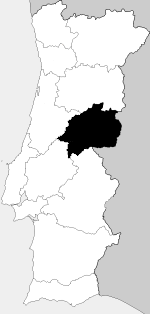
A Província da Beira Baixa foi particularmente devastada durante a segunda invasão franco-espanhola de Portugal (julho-novembro de 1762). Uma estratégia autodestrutiva de terra queimada foi o preço da vitória portuguesa.

...o principal ataque a Portugal (na segunda invasão) falhou completamente... em parte por causa das hábeis medidas tomadas pelo Conde Lipa - que tinha sido colocado no comando do exército português, com um reforço de 7.000 soldados britânicos - e em parte por causa da intrépida iniciativa dos partidários através da qual o General Burgoyne (e os guerrilheiros) cortaram a comunicação. Mas principalmente a invasão falhou por causa da absoluta falta de munição e de suprimento de alimentos. Os portugueses - como era seu costume - devastaram o terreno (uma terrível estratégia de terra queimada). Após passar fome por algumas semanas no deserto, o exército espanhol se retirou para a Extremadura em um estado de extrema angústia. Na primavera seguinte, Carlos III clamou pela paz.— Jornal da Royal United Service Institution

### Ilusão de uma vitória
Após a derrota em Trás-os-Montes, o exército de Sarria retornou à Espanha via Ciudade Rodrigo e se juntou com o exército central. Ali, dois corpos espanhóis se juntaram a 12 mil soldados franceses, liderados pelo Príncipe de Craon, reunindo uma tropa total de 42 mil homens. No entanto, o plano para levar o Porto por Trás-os Montes foi substituído pelo novo plano: Portugal seria invadido pela província da Beira Baixa, no centro leste do país, e o objetivo final seria Lisboa. Sarria foi substituído pelo Conde de Aranda, enquanto o ministro espanhol Esquilache foi a Portugal preparar e organizar a logística para que o exército espanhol tivesse comida durante seis meses. Considerando a falta de preparação do exército português, e a enorme disparidade na proporção de forças (30.000 espanhóis com a contribuição de outros 12.000 franceses contra cerca de 7.000 ou 8.000 portugueses com a contribuição de 7.104 britânicos), o Marquês de Pombal reuniu e preparou 12 navios no estuário do Tejo para transportar o rei português e sua corte para o Brasil, se necessário.
No início da segunda invasão, um observador britânico - depois de descrever as tropas portuguesas como as mais "desastrosas" que já tinha visto, que estavam "muitas vezes sem pão durante cinco dias, e os cavalos sem forragem" - escreveu que Lipa, sobrecarregado com as dificuldades, acabaria por desistir. Embora no início a aliança franco-espanhola ocupasse várias fortalezas em ruínas e sem tropas regulares: Alfaiates, Castelo Rodrigo, Penamacor, Monsanto, Salvaterra do Extremo, Segura (17 de setembro), Castelo Branco (18 de setembro) e Vila Velha (2 de outubro); elas estavam praticamente cercadas e sem poder de fogo, como lamentou Lipa. Após a guerra, vários governadores de fortaleza foram julgados e condenados por traição e covardia.
Almeida, a principal fortaleza da província, estava em tal estado que Charles O'Hara, o oficial britânico que liderou as milícias e guerrilheiros na Batalha do Douro, aconselhou o comandante da fortaleza a retirar a sua guarnição da fortaleza e colocá-la nas proximidades, de onde poderia apresentar melhor defesa. (O comandante respondeu que não poderia fazê-lo sem ordens do seu superior). Sua guarnição, de apenas dois regimentos regulares e três regimentos paramilitares (totalizando 3.000-3.500 homens), sofreu uma redução drástica nas tropas devido à deserção quando o inimigo se aproximava e iniciava o cerco. Diante de uma combinação esmagadora de 24.000 espanhóis e 8.000 franceses, e mal comandados por um incompetente e octogenário Palhares (cujo substituto enviado pelo governo ainda não havia chegado), os 1.500 homens restantes se renderam sem honras de guerra, em 25 de agosto, após uma simbólica resistência de nove dias. A guarnição havia disparado apenas cinco ou seis tiros de artilharia - desafiando a proibição de Palhares de atirar no inimigo - e sofreu apenas duas baixas. Foi-lhes concedida liberdade, para carregarem suas armas e bagagens, e para se juntarem à guarnição portuguesa em Viseu: os aliados bourbônicos ficaram surpresos com uma proposta de rendição tão rápida (Palhares morreria em uma prisão portuguesa), que aceitaram tudo o que lhes foi pedido. A captura da Plaza Fuerte de Almeida (com 83 armas e 9 morteiros) foi comemorada publicamente em Madrid como uma grande vitória e representou o máximo do predomínio inicial dos atacantes. A ocupação dessas fortalezas, mais do que um avanço, revelou-se inútil e prejudicial para os invasores, como foi destacado pelo historiador George P. James:

"quando estes lugares foram tomados, as forças espanholas estavam numa situação um pouco pior do que antes; por penetrarem nos distritos selvagens e incultos da Beira, com quase nenhuma estrada, e, nem abundância de comida nem de água, perderam mais homens por doença do que todas as forças de Portugal teriam destruído..."
Além disso, uma nova revolta popular agravou exponencialmente a situação dos invasores.
Como Napoleão durante a Guerra Peninsular, os franco-espanhóis de Aranda aprenderiam em 1762 - às suas próprias custas - que a (breve) ocupação de vários redutos, embora muito elogiada pela historiografia espanhola, era irrelevante para o resultado final de uma guerra de guerrilha e de movimentos.

### O povo pega em armas

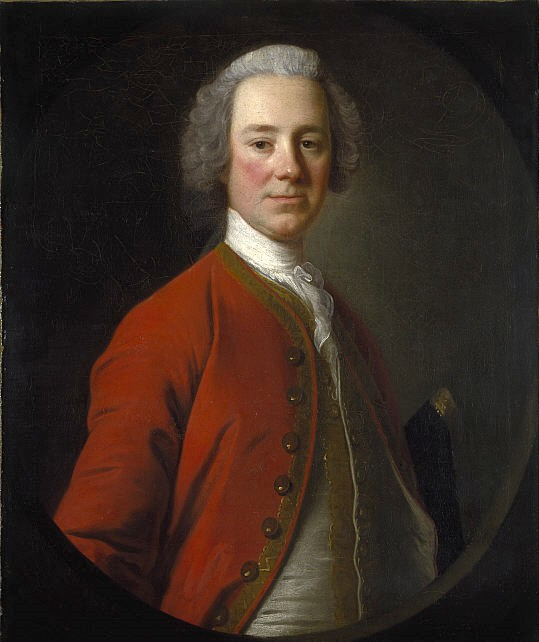
John Campbell, 4º Conde de Loudoun. Foi 2º no comando do exército anglo-português. Pintura por Allan Ramsay

O sucesso inicial dos invasores na Beira foi auxiliado pela forte oposição popular ao regime do Marquês de Pombal, o implacável primeiro-ministro português; mas os massacres e saques perpetrados pelos invasores - especialmente pelos franceses - logo despertaram o ódio dos camponeses. Tendo penetrado tão longe no interior montanhoso de Portugal, as fileiras dos invasores foram assediadas e dizimadas pelos guerrilheiros em emboscadas, deixando suas linhas de comunicação e suprimentos cortadas. Nas palavras do general napoleônico Maximilien Sébastien Foy:

O que paralisou os espanhóis do Conde de Aranda e os franceses do Príncipe de Beauvau em 1762 se deveu mais a uma multidão incontrolável de ordens do que a segredos de estratégia. O general mais hábil não teria ficado nas montanhas, onde a energia incansável de uma população armada ficou entre as ações do exército e sua base de operações.— Em History of the War in the Peninsula, Under Napoleon.
Vários participantes franceses da campanha disseram que os lutadores mais corajosos eram os guerrilheiros de Trás-os-Montes e da Beira. Os habitantes da província da Beira escreveram ao seu primeiro-ministro informando-o que não precisavam de tropas regulares e que lutariam sem apoio. Foi assim que o primeiro-ministro espanhol Godoy o explicou:

Todos os portugueses, de acordo com as leis fundamentais do país, foram soldados e defensores do reino até os 60 anos de idade... despejados nas agruras, nas alturas, nas ravinas... travaram uma guerra de guerrilha, causando muito mais perdas ao inimigo do que as tropas regulares (anglo-portuguesas). A guerra de posições, marchas e contra-marchas, imposta pelo Conde de Lipa, na qual sofremos inúmeras perdas, foi sustentada principalmente pelo campesinato armado.— Manuel Godoy in Memorias.

Na ocasião, os guerrilheiros torturaram seus prisioneiros, o que, por sua vez, levou a represálias de seus adversários contra os civis, numa espiral de violência. As baixas dos camponeses podiam ser absorvidas por seu número inesgotável de membros, mas não foi o caso dos invasores. Mesmo nas cidades e aldeias ocupadas, os habitantes desafiaram e se rebelaram contra os franceses e espanhóis e, que através de Aranda, enviaram uma carta a Lipa, pedindo-lhe que pusesse um fim ao caso. Muitos deles foram executados.

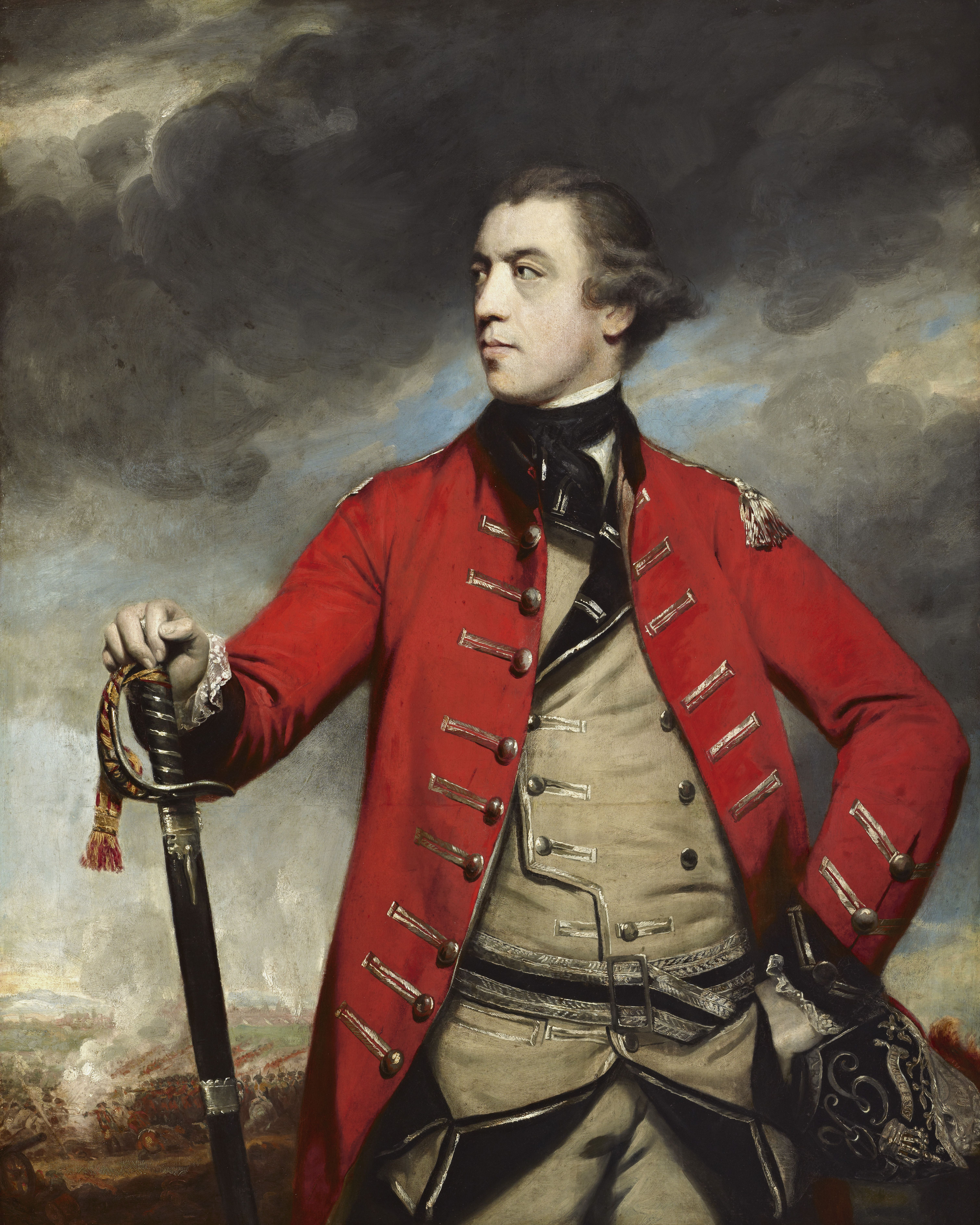
A representação de Joshua Reynolds do Brigadeiro-General John Burgoyne. Liderando uma força aliada de 3.000 cavaleiros, dos quais dois terços eram portugueses, ele foi fundamental para derrotar as tropas espanholas/francesas durante a Guerra dos Sete Anos: " Os exércitos francês e espanhol invadiram Portugal Os ingleses e os portugueses sob o Conde de Lipa e Burgoyne os derrotaram e os expulsaram para a Espanha." Burgoyne também é conhecido atualmente por sua derrota na batalha de Saratoga no contexto da Guerra de independência dos Estados Unidos.

### Abrantes: ponto de viragem na guerra
Em vez de tentar defender a extensa fronteira portuguesa, Lipa retirou-se para as montanhas do interior para defender a linha do Tejo, o que equivalia a uma defesa avançada de Lisboa. O principal objetivo de Eschaumburgo-Lipa era evitar a todo custo uma batalha contra um inimigo tão superior (disputando ao invés disso as gargantas e passagens de montanha, enquanto atacava os flancos do inimigo com pequenas unidades) e também evitar que os franco-espanhóis atravessassem a formidável barreira representada pelo rio Tejo. Se os exércitos bourbônicos tivessem conseguido atravessar este rio, teriam chegado à fértil província do Alentejo, cujas planícies teriam permitido que os seus numerosos cavaleiros chegassem facilmente à região de Lisboa. Na verdade, imediatamente após a captura de Almeida, Aranda marchou com a intenção de atravessar o Tejo no Alentejo no ponto mais propício: Vila Velha de Ródão, onde o exército espanhol de Filipe V de Espanha atravessou o rio, durante a guerra da sucessão espanhola alguns anos antes. No entanto, Lipa antecipou esse movimento e se moveu mais rápido. Chegou a Abrantes e estabeleceu um destacamento sob Burgoyne em Nisa e outro sob o Conde de Santiago, perto do Alviela, para bloquear a passagem do rio Tejo para Vila Velha; para que quando o exército invasor se aproximasse, todas estas posições estratégicas fossem consideradas ocupadas, e todos os navios tivessem sido tomados ou destruídos pelos portugueses. Assim, e como Lipa tinha previsto, os invasores tinham apenas duas opções: regressar a Espanha, e fazê-lo atravessar o Tejo em Alcântara (uma alternativa desonrosa, pois significaria recuar perante forças inferiores), ou ir diretamente para Lisboa através das montanhas no norte da capital, no "pescoço" da "península" que contém esta cidade (que é definida pelo rio Tejo e pelo Atlântico). Para atrair o inimigo para escolher a segunda rota, Lipa colocou algumas forças nestas montanhas, mas deixou algumas passagens abertas. Sendo Lisboa o principal objectivo, Aranda avançou enquanto as forças aliadas fortificavam as suas excelentes posições nas alturas que cobrem Abrantes, a meio caminho entre Lisboa e a fronteira (a região entre os rios Tejo, Zêzere). Estas montanhas apresentam encostas íngremes ao lado dos invasores (que funcionam como uma barreira para eles), mas são muito suaves ao lado dos aliados luso-britânicos - o que lhes permitiu grande liberdade de movimentos e facilitou as tarefas dos reforços. Finalmente, o exército anglo-português conseguiu deter o avanço dos exércitos bourbônicos em direcção a Lisboa. Este foi o ponto de viragem para a guerra.
Para quebrar esse impasse, os espanhóis entraram na ofensiva em direcção a Abrantes, a sede dos Aliados. Em 3 de outubro de 1762 tomaram o pequeno castelo de Vila Velha na margem norte do Tejo e atacaram as gargantas de São Simão, perto do Rio Alviela, com o envio de uma grande força em busca do desprendimento do Conde de Santiago através das montanhas. Este desprendimento foi quase completamente cortado, com dois corpos espanhóis marchando na frente e nas costas. Mas o Conde de Eschaumburgo-Lipa imediatamente enviou reforços ao Conde de Santiago, e forças sob o comando de John Campbell, 4º Conde de Loudoun, derrotaram as tropas espanholas no Rio Alviela em 3 de outubro e fugiram para Sobreira Formosa. Mas enquanto os espanhóis perseguiam o Conde de Santiago através das montanhas, sua força em Vila Velha foi enfraquecida. Em 5 de outubro de 1762, o exército anglo-português comandado por Lee atacou e derrotou completamente os espanhóis em Vila Velha. Vários espanhóis foram mortos (incluindo um general, que morreu ao tentar reunir suas tropas), e entre os prisioneiros estavam seis oficiais. Sessenta mulas de artilharia foram capturadas; a artilharia e os barris de pólvora foram destruídos. No mesmo dia, 5 de outubro, os portugueses de Townshend derrotaram uma força francesa que escoltava um comboio no Sabugal, e capturaram uma grande quantidade de suprimentos preciosos.
Os invasores não passaram e a ofensiva foi um fracasso. A maré de guerra tinha virado e Abrantes provou ser "a chave para Portugal" no rio Tejo, devido à sua posição estratégica.

### A tática da terra queimada

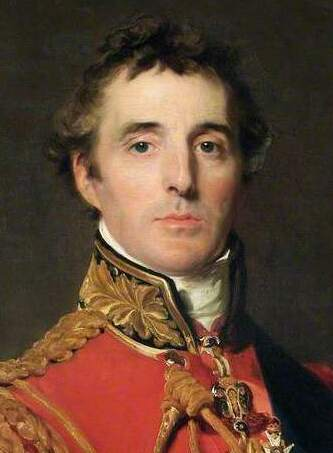
O Duque de Wellington. Em 1810, durante sua campanha contra Masséna em Portugal, um observador britânico observou que "Wellington está agindo sobre os planos do Conde de Lipa". Vários historiadores modernos como Guedela observam que "... os métodos do Conde Lipa para fazer a guerra em 1762 não seriam esquecidos por Wellington em 1810-11: Wellington tinha lido anteriormente sobre as Ordenancas e a guerra de 1762 entre Portugal e Espanha. O Rei de Portugal mandou seu povo atacar os invasores espanhóis. Os habitantes das aldeias fugiram quando os espanhóis se aproximavam, nos mesmos métodos de terra queimada usados por Wellington em 1810".

Ambos os exércitos haviam sido aprisionados em Abrantes, cara a cara. Enquanto o lado anglo-português reforçava continuamente suas posições e recebia suprimentos, as tropas de bourbônicas tinham sua linha de comunicação e suprimentos praticamente cortada pelos camponeses armados, milícias e ordenanças localizadas em sua retaguarda. Essa tática seria usada novamente em 1810-1811 contra os franceses de Masséna, que, à semelhança do que havia acontecido com os invasores em 1762, foram detidos a caminho de Lisboa por fome e ataques de guerrilha. Como descrito pelo historiador militar britânico Charles Oman:
"Ao longo da história portuguesa, citações de recrutamento em massa foram sempre combinadas com outras medidas, a partir das quais a ordem para toda a população evacuar e devastar a terra face ao avanço do inimigo não podia ser desvendada. O uso da arma da fome [...] o plano para derrotar o inimigo pelo sistema de devastação completa [...] foi um recurso antigo dos portugueses, praticado desde tempos imemoriais contra os invasores castelhanos, que nunca deixaram de funcionar [...] Quando a Espanha fez seu último ataque sério a Portugal em 1762 [...] o plano funcionou admiravelmente."
Além disso, os soldados portugueses e os camponeses transformaram a província da Beira num deserto: a população abandonou as aldeias, levando consigo tudo o que era comestível. Cereais e tudo que pudesse ser útil ao inimigo eram movidos ou queimados. Mesmo estradas e algumas casas foram destruídas. Assim, o exausto exército franco-espanhol foi forçado a escolher entre ficar em frente a Abrantes e morrer de fome, ou retirar-se para a fronteira enquanto ainda era possível.
Esta tática provou ser quase perfeita, pois se baseou em dois fatos incontroversos. Primeiro, que para conquistar Portugal, os franceses e espanhóis tiveram que tomar Lisboa. Segundo, que Lisboa só podia ser atacada a partir do norte, que era muito montanhoso, (possibilidade de o sistema defensivo aliado de Abrantes ser inviável), uma vez que a cidade é protegida pelo Oceano Atlântico a oeste e pelo Tejo a sul e a leste, permanecendo assim dentro de uma espécie de península. Este plano explorou tanto a situação geográfica de Lisboa (que lhe permitiu o acesso ao abastecimento por mar) quanto o desgaste do exército franco-espanhol devido à fome causada pela estratégia de terra queimada e o colapso de suas linhas logísticas (atacada pela guerrilha e outras forças irregulares).
O exército invasor estava sofrendo perdas terríveis e sua situação estava se tornando cada vez mais insustentável. Mais cedo ou mais tarde, os franceses e espanhóis teriam que se retirar em pedaços:

"a vergonha dos inimigos: foram reduzidos à inação forçada, enquanto as dificuldades de sobrevivência, deserções e doenças os dizimavam, e os seus cavalos morriam por falta de forragem. Nesta situação [...] os inimigos [...] cedo perceberam que este plano, longe de os levar a conquistar Portugal, preferia levá-los à ruína do seu exército.— Comandante aliado Eschaumburgo-Lipa in Mémoire de la Campagne de Portugal de 1762.
Então Lipa, vendo a situação desesperada do inimigo, fez uma manobra ousada que decidiu a campanha: A força portuguesa do General Townshend - tendo espalhado o boato de que era apenas parte de uma nova força britânica de 20.000 homens que acabaram de chegar- fez uma manobra circular em direção à retaguarda do exército invasor. Para não ser cercado, este último começou a retirar-se para Castelo Branco (a partir de 15 de Outubro), que era um ponto mais próximo da fronteira e onde foi estabelecida a nova sede espanhola.
Foi nesta situação que o exército luso-britânico abandonou suas posições defensivas e se voltou para o (agora reduzido) exército espanhol, atacando sua retaguarda, fazendo muitos prisioneiros, e recuperando quase todas as cidades e fortalezas que haviam sido tomadas pelos espanhóis - e que haviam dado muita esperança a Carlos III.18 Em 3 de novembro de 1762, durante a reconquista de Penamacor e Monsanto, os portugueses sob Hamilton lideraram uma força de cavalaria espanhola da retaguarda para a Balança de Cúpula, enquanto os britânicos sob Fenton varreram outras forças espanholas em retirada de Salvaterra. Os espanhóis, que haviam entrado em Portugal como conquistadores, tomando provisões pela força e queimando as populações que resistiam à sua rendição, foram impiedosamente assediados em território inimigo devastado. A natureza da guerra inverteu os fatos acima: o caçador tornou-se a presa.

### O colapso do exército franco-espanhol

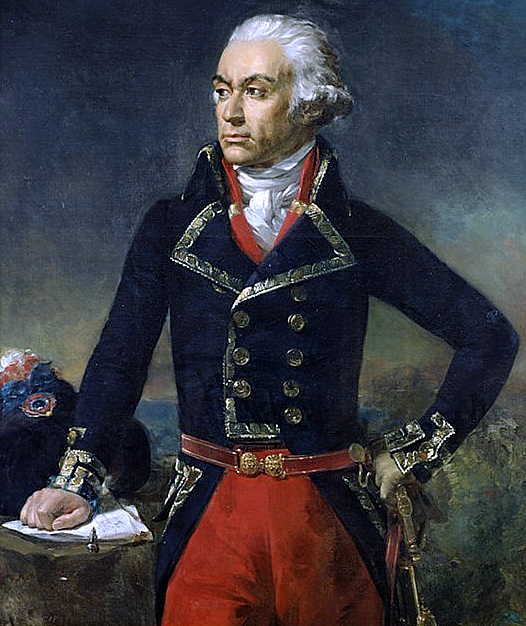
General Dumouriez, herói francês que, em 1792, derrotou os prussianos na batalha de Valmy e os austríacos na batalha de Jemappes. Ele foi também o principal cronista Borbônico da invasão franco-espanhola de 1762: "Lê-se com espanto que na história os espanhóis foram quase sempre derrotados pelos portugueses [...] este ataque [...] é a causa fundamental da contínua desgraça que os espanhóis têm sofrido desde que pegaram em armas em Portugal".

Durante sua retirada, o exército franco-espanhol - enfraquecido pela fome, doenças e chuvas torrenciais - entrou em colapso. Milhares desertaram (o governo português estava oferecendo 1.600 reais por cada soldado espanhol que desertou e 3.000 reais por aqueles que se alistaram no exército português), enquanto os seus estrategistas e feridos foram massacrados pelos camponeses:

"Ontem e anteontem, concedi passaportes a 45 desertores [espanhóis]; e levando em consideração o que eles disseram, o exército espanhol caiu no abismo. Eles falam de 7.000 desertores, 12.000 homens feridos em hospitais, somados aos muitos que morreram (carta de 27 de outubro) [...] e [o número de desertores] seria maior, dizem eles, se não tivessem medo [de serem executados] pelas nossas tropas regulares (carta de 31 de outubro).— (Carta mandada por Miguel de Arriaga – o secretário do exército – para o primeiro ministro, Sebastião José de Carvalho e Melo, durante a perseguição dos remanescentes do exército franco-espanhol.).
O coronel escocês John Hamilton escreveu em 24 de outubro de 1762 que o exército de Carlos III estava "em condições de máxima destruição", enquanto Lipa acrescentava em seu Mémoir (1770) que o exército espanhol estava "dizimado pela fome, deserções e doenças", com sua cavalaria sofrendo um "desastre". O total de baixas do exército franco-espanhol durante as duas primeiras invasões, segundo o relatório enviado pelo embaixador britânico em Portugal, Edward Hay, a Charles Wyndham (8 de Novembro de 1762), foi de cerca de 30.000 homens (metade dos quais por deserções), representando quase três quartos das forças invasoras iniciais.
Mais recentemente, a historiadora francesa Isabelle Henry escreveu sobre essas perdas: "Decepcionados, enfrentando uma incrível resistência e perdendo tudo em campo, os espanhóis abandonaram a luta e deixaram para trás vinte e cinco mil homens..."
Edmund O'Callaghan, um historiador americano, estimou que o exército espanhol já havia perdido metade de suas forças antes de se retirar. O historiador militar José Tertón Ponce escreveu que desde o início da primeira invasão até o meio da segunda - pouco antes da retirada de Abrantes - as tropas invasoras haviam sofrido 20.000 baixas.

A retirada de Napoleão da Rússia, uma pintura de Adolph Northen. Os russos em 1812, da mesma forma que os anglo-portugueses em 1762, não precisaram vencer uma única batalha para derrotar o exército invasor - na verdade, eles perderam todas as batalhas e todas as principais cidades do império russo (incluindo Moscou). No entanto, e novamente como os anglo-portugueses em 1762 e 1810, os russos, usando uma tática de terra queimada e os guerrilheiros para interromper as linhas de suprimento do inimigo, obrigaram Napoleão a recuar com uma perdas proporcionalmente maiores do que aquela vivida por Aranda em Portugal em 1762.

Dumouriez, que viajou por Portugal e Espanha recolhendo depoimentos de participantes da invasão, declarou em 1766 que os espanhóis haviam perdido 15.000 homens durante a segunda invasão, mais outros 10.000 durante a primeira invasão de Portugal, dos quais 4.000 morreram no Hospital de Bragança por ferimentos e doenças. Este cronista não estimou as baixas espanholas da terceira invasão. O desastre da França e da Espanha foi retratado com estas palavras, muitas vezes citadas:

A coroa espanhola enviou 40 mil homens para Portugal... As forças espanholas, ao chegarem à fronteira, foram reduzidas a 25 mil homens, e nenhuma tropa sofreu uma campanha mais horrível [para a segunda invasão]. Os feridos e os prisioneiros foram quase todos abatidos pelos camponeses... o mau resultado da campanha portuguesa desonrou a Espanha e a esgotou ao ponto de ter de manter a paz.— (Trecho do relatório do general francês Dumouriez, que veio a Portugal para estudar as causas da derrota franco-espanhola e desenvolver um novo plano eficaz para atacar Portugal. Seu relatório foi apresentado ao rei espanhol em novembro de 1766 pelo embaixador francês Ossun, que omitiu as passagens do texto que mencionava a eficácia da guerrilha portuguesa sobre os espanhóis. Também foi enviado ao ministro das Relações Exteriores da França Choiseul).
Comparativamente, durante a campanha napoleônica que ocorreu alguns anos depois para conquistar Portugal, em 1810 e 1811, o exército francês perdeu 25.000 homens (15.000 dos quais morreram de fome ou doença, mais 8.000 desertores ou prisioneiros) para as forças luso-britânicas de Wellington e para a guerrilha. As semelhanças entre as duas invasões vão muito além da coincidência no número de baixas sofridas pelos invasores. O historiador Esdaile escreveu que o plano de Wellington era "um dos esquemas de defesa mais perfeitos já concebidos Explorou ao máximo tanto a localização geográfica da capital de Portugal como a pobreza do país, ao mesmo tempo em que envolveu a implementação de uma política de terra queimada".
Nos primeiros dias de julho de 1762, foi permitida a criação de dois novos regimentos, formados pelos desertores espanhóis que haviam se alistado no exército português, sem contar os desertores que já haviam embarcado nos navios britânicos ou holandeses. Isto sugere uma taxa de deserção brutal, já que a maior parte das deserções ocorreu apenas a partir de meados de outubro, durante a retirada dos invasores, e a maioria dos desertores que sobreviveram aos conterrâneos não se alistaram no exército português, mas foram usados apenas como informantes ou sentinelas. As perdas franco-espanholas foram devastadoras. As baixas britânicas foram comparativamente muito menores: catorze soldados foram mortos em combate e 804 homens morreram de outras causas, especialmente doenças.
A táctica de destruir o adversário sem combate aberto e atacar apenas quando ele estava em retiro foi a chave para a vitória.

### A queda do quartel-general do exército espanhol

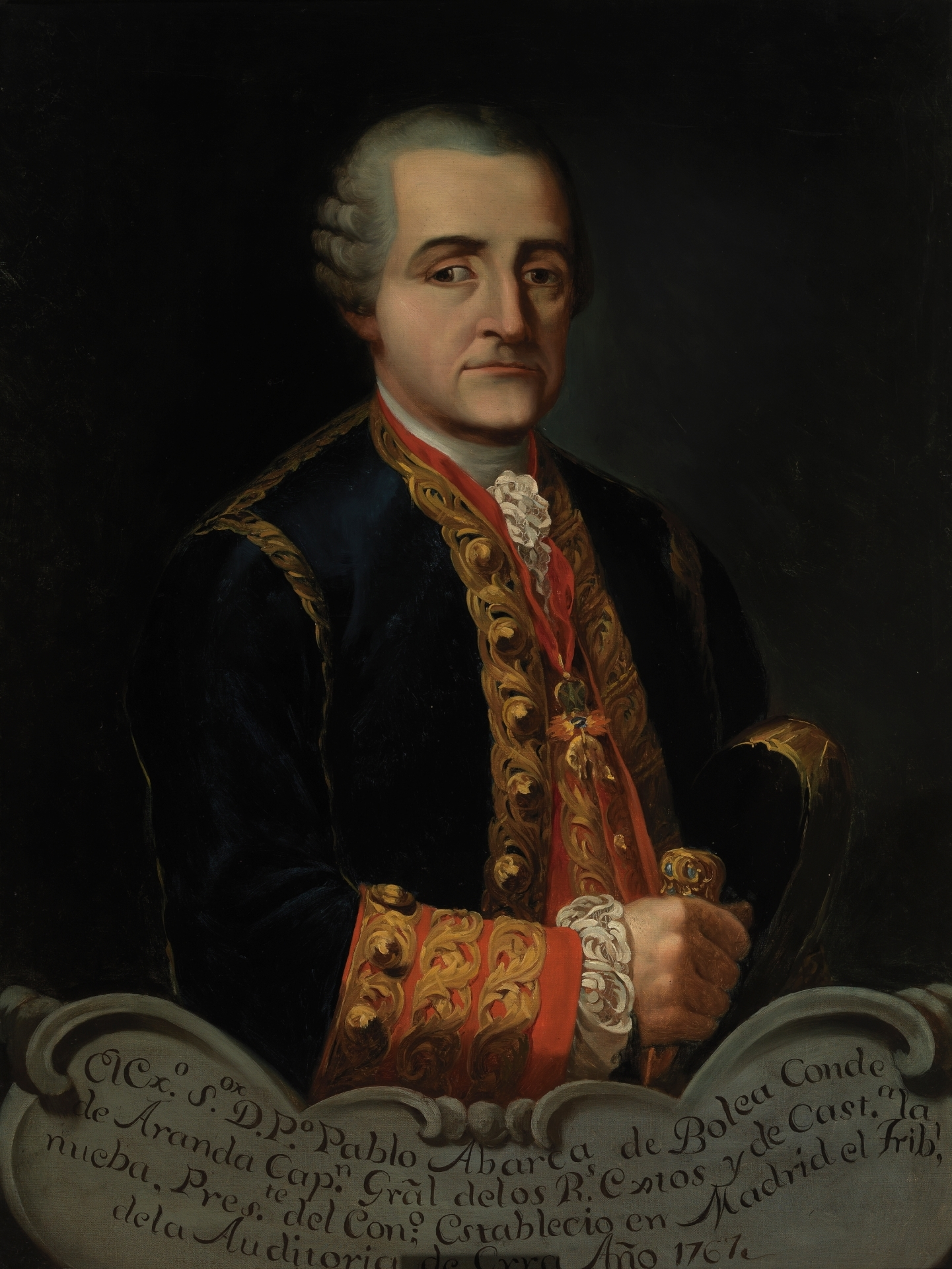
Retrato do Conde de Aranda, de Francisco Jover e Casanova. Um brilhante estadista espanhol, cuja experiência como embaixador em Lisboa e escritos sobre a inevitabilidade de invadir Portugal lhe garantiriam o comando daquela invasão desastrosa: "As chuvas outonais que agora se instalam, Aranda se viu assediado por todos os lados pelo campesinato, suas provisões esgotadas;...ele desmontou as poucas fortalezas que havia tomado, e fez um retiro apressado para a Espanha. Esta campanha foi humilhante o suficiente...".

O que melhor simboliza a vitória luso-britânica é a conquista final do centro de comando do exército espanhol em Castelo Branco. Quando o exército aliado iniciou um segundo movimento de cerco para afastar as forças espanholas do interior e dos arredores de Castelo Branco, os espanhóis fugiram, abandonando à sua sorte os inúmeros feridos e doentes, acompanhados por uma carta ao Marquês Townshend, comandante da força portuguesa, na qual o Conde de Aranda exigia um tratamento humano para todos os homens capturados (2 de novembro de 1762).
O número de espanhóis levados pode ser deduzido de uma carta enviada pelo secretário do exército português ao seu primeiro-ministro, seis dias antes da queda de Castelo Branco, em 27 de outubro, que estabeleceu que, segundo os desertores espanhóis, o número total de doentes nos hospitais espanhóis era de 12.000. No final de outubro, as tropas invasoras estavam quase todas concentradas em torno de Castelo Branco. O número de tropas era excepcionalmente alto; além dos feridos, havia muitas pessoas doentes. A epidemia foi transmitida aos colonos portugueses quando eles recuperaram a cidade, logo após a fuga dos espanhóis. Portanto, a alegria de ter recuperado a cidade foi ofuscada pela dor e pelo luto de muitos moradores.
O historiador americano Lawrence H. Gipson (Prêmio Pulitzer de História em 1962) disse:

Enquanto isso Lipa havia concentrado 15.000 tropas britânicas e portuguesas em Abrantes, chamada de "passagem para Lisboa". Com a chegada das chuvas de outono e com seu exército devastado pela doença e muito diminuído pelas deserções, o general Aranda achou impossível permanecer nas montanhas desoladas onde estava confinado. Ele então começou a retirada de suas tropas semi-esganadas e seminuas para a Espanha, e tão apressadamente que deixaria para trás seus doentes e feridos, segundo relatos... A guerra portuguesa estava realmente terminada, e tão desinteressadamente quanto auspiciosamente tinha começado. Mas esta não foi a única humilhação que os espanhóis sofreram antes de 1762 chegar ao fim.
Além disso, a derrota da Espanha em Portugal foi acompanhada e agravada por reveses no império e nos mares: "Em apenas um ano, os infelizes espanhóis viram seus exércitos derrotados em Portugal, Cuba e Manila retirados de suas garras, o comércio destruído e sua frota aniquilada".
Enquanto isso, os apoiadores do Conde de Aranda anteciparam sua vitória, tomando-a como certa. Foi o caso de Estanislau Konarski que, escrevendo da Polônia e assim ignorando o desastre da aliança franco-espanhola, compôs uma ode em sua homenagem, louvando a generosidade e o humanismo do vencedor sobre Portugal e contra os habitantes de Lisboa que se renderam a ele.

## A recompensa de Lipa

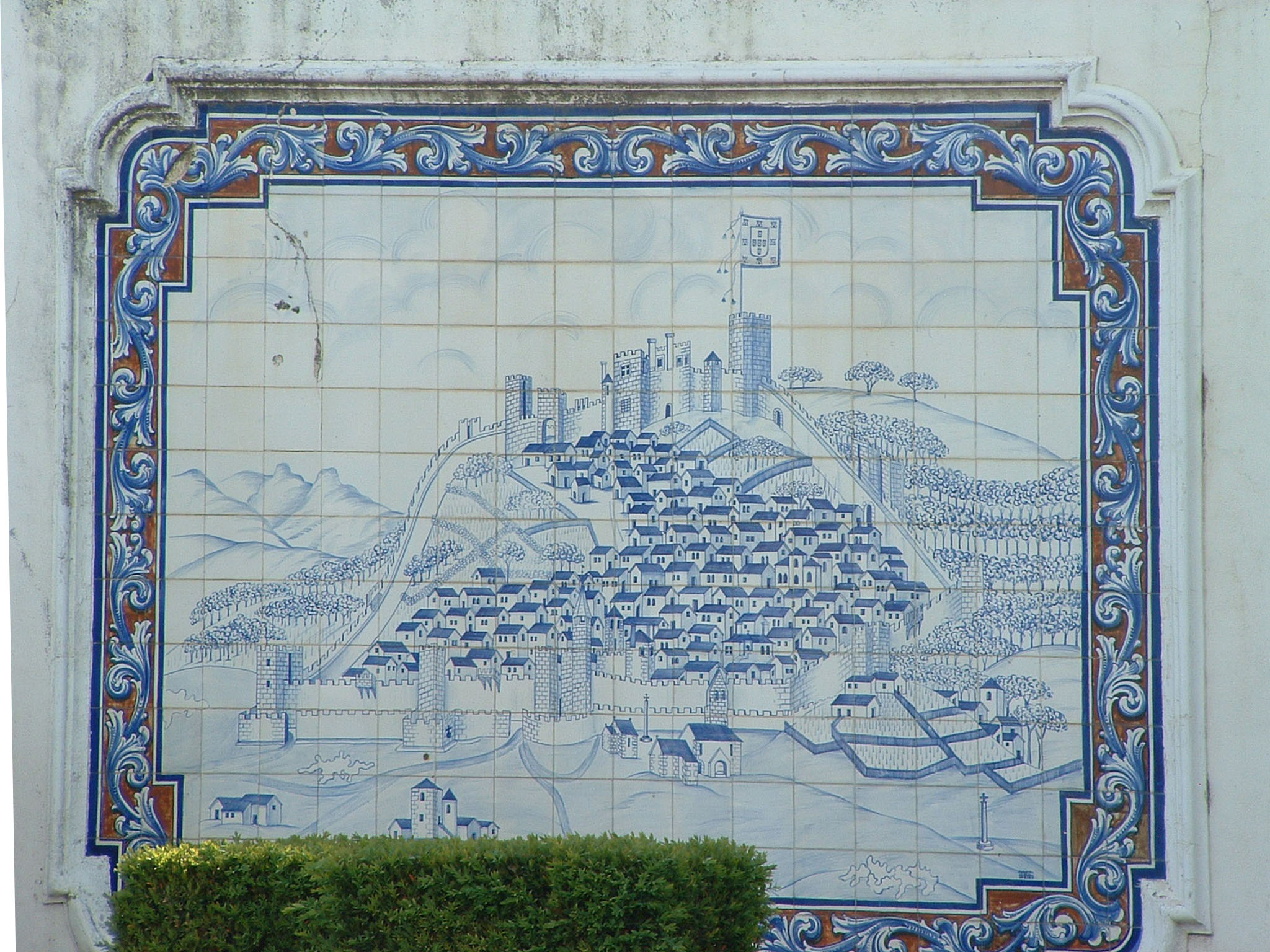
A cidade de Castelo Branco, utilizada pelos Bourbons como sede e local hospitalar. Fugir diante de um inimigo inferior, e deixar para trás todos os seus muitos feridos e doentes nas mãos dos anglo-portugueses, representou um duro golpe no prestígio da Espanha, assim como o fim da segunda invasão de Portugal.

Então, com exceção de duas fronteiras fortemente defendidas (Chaves e Almeida), todo o país foi militarmente liberado.
Os remanescentes do exército invasor foram expulsos e chegaram até a fronteira, e mesmo dentro do território espanhol, como aconteceu em Codicera, onde vários soldados espanhóis foram feitos prisioneiros. No final da guerra, o Conde de Lipa foi convidado pelo Ministro Pombal a permanecer em Portugal para reorganizar e modernizar o exército português, e o Conde aceitou o convite. Quando Lipa voltou ao seu país - elogiado por Voltaire em sua famosa Enciclopédia, e com grande prestígio na Grã-Bretanha e Europa - o Rei de Portugal ofereceu-lhe seis canhões de ouro de 32 libras (15 kg) cada um e uma estrela de diamante, entre outros presentes, como sinal de gratidão. O Rei determinou que, mesmo na sua ausência de Portugal, Lipa manteria o comando nominal do exército português com a patente de marechal general. Ele também recebeu o título de "Serena Majestad" em 25 de janeiro de 1763. No entanto, o governo britânico o premiou com o título de "Marechal de Campo Honorário".

## A terceira invasão de Portugal (Alentejo)
A terceira invasão do território português foi impulsionada por negociações de paz durante o período entre a França e a Grã-Bretanha e por rumores de uma paz geral (o Tratado preliminar de Fontainebleau foi assinado em 3 de novembro, um dia após a queda da sede espanhola em Portugal). Entretanto, após a derrota na última invasão, a Espanha reorganizou suas tropas a fim de conquistar uma porção do território português que poderia compensar suas colossais perdas de domínios coloniais para a Grã-Bretanha. Isto teria fortalecido sua posição e, assim, ganho poder para as negociações diplomáticas de paz, culminando no Tratado de Paris de 13 de fevereiro de 1763.

### O Fator Surpresa

Alto Alentejo, onde ocorreu a terceira invasão fracassada.

Como as restantes tropas borbônicas estavam nos quartéis de inverno dentro das fronteiras espanholas (depois de atravessar o Tejo em Alcântara, os aliados luso-britânicos fizeram o mesmo em Portugal. Nessa época, o exército francês estava quase fora de ação porque, além dos caídos, desertores e prisioneiros, havia 3.000 franceses no hospital de Salamanca.
Apesar de Aranda ter calculado corretamente que se ele atacasse primeiro, antes da primavera, o quartel português seria tomado de surpresa. Nesta ocasião, o terreno plano da província do Alentejo daria uma grande vantagem à cavalaria espanhola, ao contrário do que havia acontecido nas invasões anteriores. Ele estava ciente de que as fortalezas portuguesas eram reforçadas apenas por uma segunda linha de tropas, e a experiência recente havia mostrado que as operações de cerco eram o seu ponto fraco. Além disso, o mau estado das fortalezas portuguesas no Alentejo foi um convite à invasão. Durante a inspeção da fortificação, o Brigadeiro-General Charles Rainsford recomendou a mobilização de algumas das principais armas para evitar sua captura.
No entanto, o Conde de Lipa tinha tomado algumas medidas preventivas, reforçando as guarnições das fortalezas do Alentejo próximo à fronteira (em Elvas, Marvão, Ouguela, Arronches, Alegrete e Campo Maior), enquanto transferia alguns regimentos do norte para o sul do rio Tejo, no Alentejo, onde o quartel de inverno continuou. Ele também criou uma força reserva com todos os regimentos britânicos e algumas tropas portuguesas perto do Sardoal. Pelo menos alguns oficiais britânicos foram enviados para comandar as guarnições portuguesas em alguns pontos-chave: o Marechal de Campo Clark para Elvas, o Coronel Wrey para Alegrete, o Coronel Vaughan para Arronches e o Capitão Brown para Marvão; alguns portugueses foram mantidos no comando, o Capitão Brás de Carvalho em Ouguela e o Governador Marqués do Prado. Todo este conjunto de medidas se mostrou decisivo.

### A ofensiva
Para esta campanha, os espanhóis montaram três grandes divisões ao redor de Valência de Alcântara. Desta vez, ao contrário das duas invasões anteriores, os espanhóis dividiram seu exército em vários corpos, com cada um deles atacando um alvo. Uma força espanhola de 4.000 ou 5.000 tentou tomar Marvão com um ataque frontal. A população aterrorizada pressionou pela rendição, mas a firmeza do capitão Brown prevaleceu e ele abriu fogo contra os atacantes. Os espanhóis foram derrotados com muitas perdas e fugiram. Outra força espanhola de quatro esquadrões atacou Ouguela (12 de novembro de 1762), cujos muros foram arruinados. Sua minúscula guarnição, formada por alguns irregulares armados e cinquenta fuzileiros, contra atacou o inimigo, que fugiu deixando muitos mortos para trás. O Rei de Portugal promoveu o Capitão Brás de Carvalho e os outros oficiais do Ouguela a um posto superior. O assalto a Campo Maior também fracassou porque a unidade espanhola de Badajoz não foi apoiada pela unidade espanhola de Albuquerque. Esta última fugiu para a Espanha quando parte da guarnição portuguesa de Campo Maior tentou interceptá-la.

### Terceiro retiro, segunda perseguição

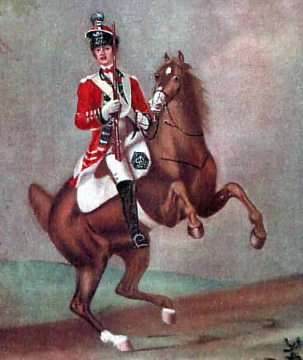
16th The Queen's Lancers de Burgoyne. Os britânicos endureceram decisivamente a resistência do exército português: "O Conde de Lipa, auxiliado pela energia do ministro português, rapidamente formou as tropas portuguesas em um exército disciplinado".

Eventualmente Lipa mobilizou todo o exército aliado - saindo dos seus alojamentos de inverno (12 de novembro de 1762) - e deslocando todas as unidades para o sul do rio Tejo (perto de Portalegre), assim que se soube da ofensiva do inimigo.
Os espanhóis foram desmoralizados por estes fracassos: durante as duas invasões anteriores nem uma fortaleza tinha resistido (uma taxa de sucesso de cem por cento); enquanto desta vez nem uma fortaleza tinha sido tomada, dando aos portugueses tempo para reunir tropas. O exército português era agora disciplinado e bem comandado. Esse exército renovado - cuja impopularidade inicial levou alguns homens a se mutilarem para evitar o alistamento - viu seu prestígio e número disparar com os voluntários. No Contrário, o exército franco-espanhol foi muito diminuído após as perdas sofridas durante três invasões fracassadas. Mais uma vez - pela terceira vez - o exército espanhol foi obrigado a se retirar (15 de novembro de 1762) e, pela segunda vez, foi perseguido por destacamentos anglo-portugueses, que fizeram muitos prisioneiros. Mais alguns prisioneiros foram mesmo levados para dentro da Espanha, quando a guarnição portuguesa de Alegrete, liderada pelo coronel Wrey, fez um assalto bem sucedido em La Codosera (19 de novembro).

### Espanha pede uma trégua
Em 22 de novembro de 1762, sete dias após o início da retirada definitiva espanhola de Portugal, e três dias após a incursão portuguesa na Espanha (Codicera), o comandante-chefe do exército franco-espanhol (Conde de Aranda) enviou o Major-General Bucarelli ao Quartel General Anglo-Português em Monforte, com uma proposta de Paz: a suspensão das hostilidades. Foi aceita e assinada 9 dias depois, em 1 de dezembro de 1762.
No entanto, o comandante espanhol tentaria um último movimento para salvar sua face: no mesmo dia Aranda enviou uma proposta aos portugueses para a suspensão das hostilidades (22 de novembro), ele também enviou uma força de 4.000 homens para tomar a cidade portuguesa de Olivença. Mas os espanhóis se retiraram assim que descobriram que a guarnição tinha acabado de ser reforçada pouco antes. Lipa informou a Aranda que tal comportamento era estranho para alguém bem intencionado e ávido por paz. (O comandante espanhol respondeu que tinha havido um erro de comunicação com o líder daquela expedição).
Um tratado preliminar de paz havia sido assinado em Fontainebleau, mas o tratado definitivo só foi assinado em 10 de fevereiro de 1763 em Paris, com a presença do representante português, Martinho de Melo e Castro, entre todos os outros. Por este tratado, a Espanha era obrigada a devolver a Portugal as pequenas cidades de Almeida e Chaves (na fronteira hispano-portuguesa), e Colônia de Sacramento na América do Sul (que havia sido levada aos portugueses junto com parte do Rio Grande do Sul em 1763), além de grandes concessões aos britânicos: "Os espanhóis, tendo fracassado na campanha de Portugal, tiveram que devolver Colonia de Sacramento, renunciar às reivindicações sobre seus direitos de pesca na Terra Nova, reconhecer a legalidade dos assentamentos britânicos na costa de Honduras, ceder a Florida à Inglaterra e confirmar todos os privilégios que o comércio britânico detinha antes do início da guerra".
Enquanto isso, Portugal também capturou territórios espanhóis na América do Sul (1763). Os portugueses conquistaram a maior parte do vale do Rio Negro, na Bacia Amazônica, após desalojarem os espanhóis de S. José de Marabitanas e S. Gabriel (1763), onde construíram duas fortalezas. Os portugueses, comandados por Rolim Moura, também resistiram com sucesso a um exército espanhol enviado de Santa Cruz de la Sierra (Bolívia) para desalojá-los da margem direita do Rio Guaporé (Fortaleza de S. Rosa ou Conceição), a "porta" para a rica província do Mato Grosso (1763). O exército espanhol sitiado, reduzido a menos da metade por doenças, fome e deserções, teve que se retirar, deixando os portugueses na posse do território disputado e de toda a sua artilharia (tanto o resultado quanto a estratégia que se assemelha às desgraças do exército espanhol em Portugal).
Desta forma, o confronto entre Portugal e Espanha na América do Sul, durante a Guerra dos Sete Anos, terminou em um impasse tático. Entretanto, enquanto os espanhóis perderam para os portugueses quase todo o território conquistado durante o conflito (a Colônia do Sacramento foi devolvida por tratado, e o Rio Grande do Sul seria retomado do exército espanhol durante a guerra não declarada de 1763-1777), Portugal reteve todas as suas conquistas no Vale do Rio Negro (S. José de Marabitanas e S. Gabriel) e no banco direito de Guapore/Mato Grosso). As únicas terras que Portugal conquistou e retornou à Espanha foram os territórios de São Martinho e São Miguel (cuja propriedade espanhola sempre foi reconhecida pelos portugueses).

## Os motivos da vitória

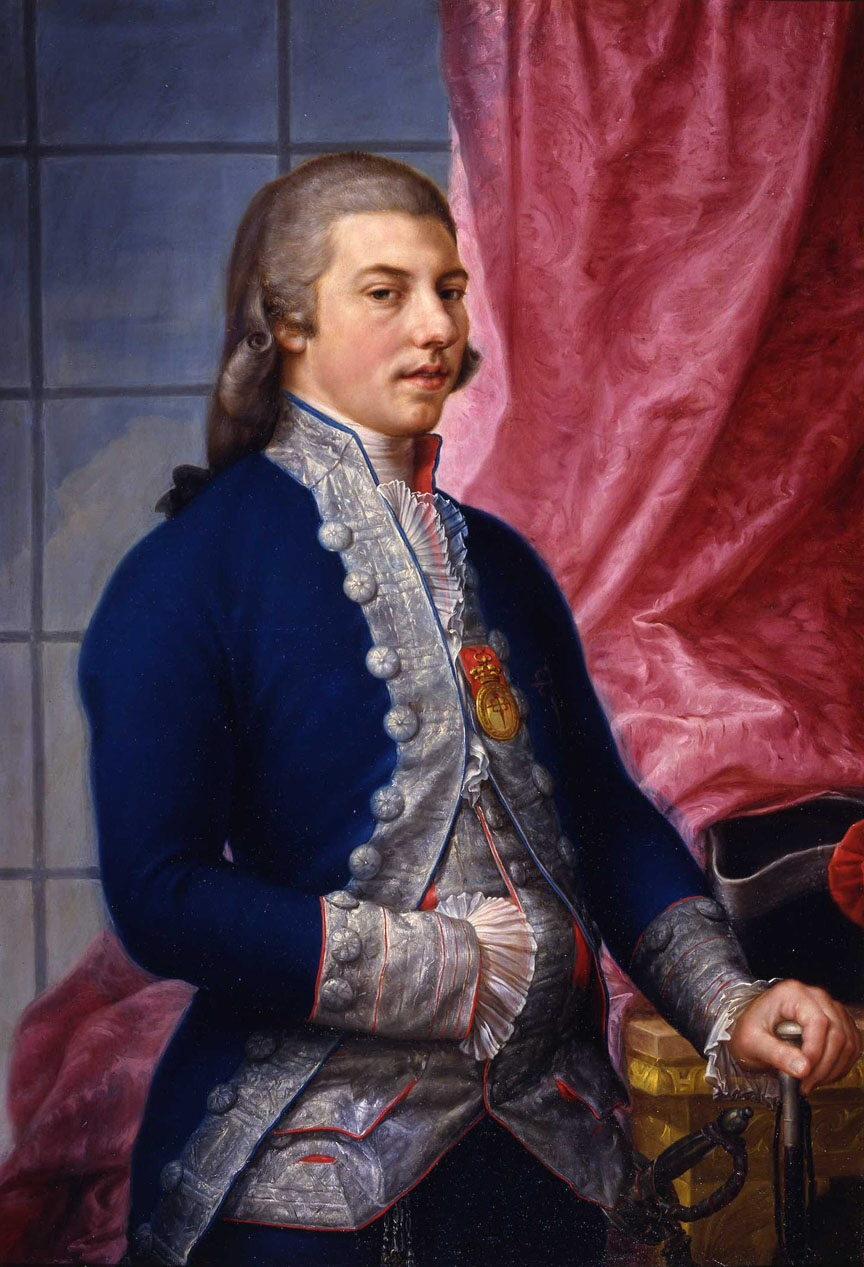
O primeiro-ministro espanhol Manuel Godoy, Príncipe da Paz (1767-1851), creditou a derrota franco-espanhola de 1762 principalmente à revolta camponesa, provocada pelos excessos dos invasores: "A guerra de 62 alternou entre derrotas e desgraças; quarenta mil soldados espanhóis e doze mil franceses só conseguiram tomar Almeida e penetrar em algumas léguas do interior, e depois foram derrotados nas montanhas com muito pouca honra às armas espanholas e francesas... o país foi pisoteado, o povo submetido à violência e à repressão. E o campesinato se rebelou".

Foi uma guerra sem batalhas formais, de marchas e contra-marchas, e por isso é chamada de Guerra Fantástica na historiografia portuguesa. Representou uma vitória da estratégia sobre os números, já que os exércitos franco-espanhóis não conseguiram atingir todos os seus objetivos declarados e tiveram que se retirar - com enormes baixas - diante de um inimigo avançado e inferior, que os perseguiu para fora de Portugal. A natureza montanhosa do terreno e o colapso das linhas logísticas, respectivamente, bem utilizadas e causadas pelos aliados, foram determinantes. Eventualmente, a genialidade do Conde Lipa e a disciplina das tropas britânicas, cujos oficiais conseguiram reorganizar todo o exército português em tempo recorde, aproveitando sua bravura, explicam uma vitória portuguesa que muitos observadores consideravam impossível na época:

"quando a Espanha declarou guerra contra Portugal em 1762, o exército [português] nominal consistia de 17 mil homens... dos quais não mais da metade podia ser reunida, e estes sem artilharia ou engenheiros". Os talentos do Conde alemão de Lipa que os comandou, e a ajuda dos britânicos, permitiram a esta força resistir ao exército espanhol, que se retirou no final da campanha, depois de sofrer perdas consideráveis, bem como dos regulares como os camponeses".— W. Bradford em Sketches of Military Costume in Spain and Portugal.
O mais decisivo de todos foi o ódio e a resistência das populações rurais ao invasor estrangeiro: "O exército franco-espanhol, comandado pelo Príncipe de Craon e pelo Conde de Aranda, agiu suavemente dentro de Portugal, que se revoltou contra a invasão estrangeira da mesma forma que a Espanha faria em 1808 (contra Napoleão), e foi auxiliado na sua resistência por um corpo de 8.000 britânicos desembarcado em Lisboa. (Os invasores) tiveram que se retirar pelo vale do Tejo".
Os espanhóis também cometeram vários erros, como a mudança de planos por três vezes (sendo o objetivo principal sucessivamente Porto, Lisboa e Alentejo, durante as três invasões) e a substituição do comandante do exército em um momento crítico. A relação deles com os franceses era pobre: Aranda até escreveu para a corte espanhola, reclamando das atrocidades cometidas pelas tropas francesas contra as aldeias portuguesas. Além disso, a grande frota espanhola enviada à América não só desviou recursos e logística do exército para conquistar Portugal, como também impediu a Espanha de atacar Portugal por via marítima.
Além disso, a superioridade numérica borbônica era principalmente aparente, pois eles tinham que dividir suas forças para sustentar os redutos conquistados, buscar alimentos, perseguir a guerrilha, escoltar comboios de abastecimento da Espanha e construir estradas. As demais tropas disponíveis para as principais operações militares eram muito poucas, famintas e desmoralizadas.

## O prestígio espanhol de acordo com os contemporâneos

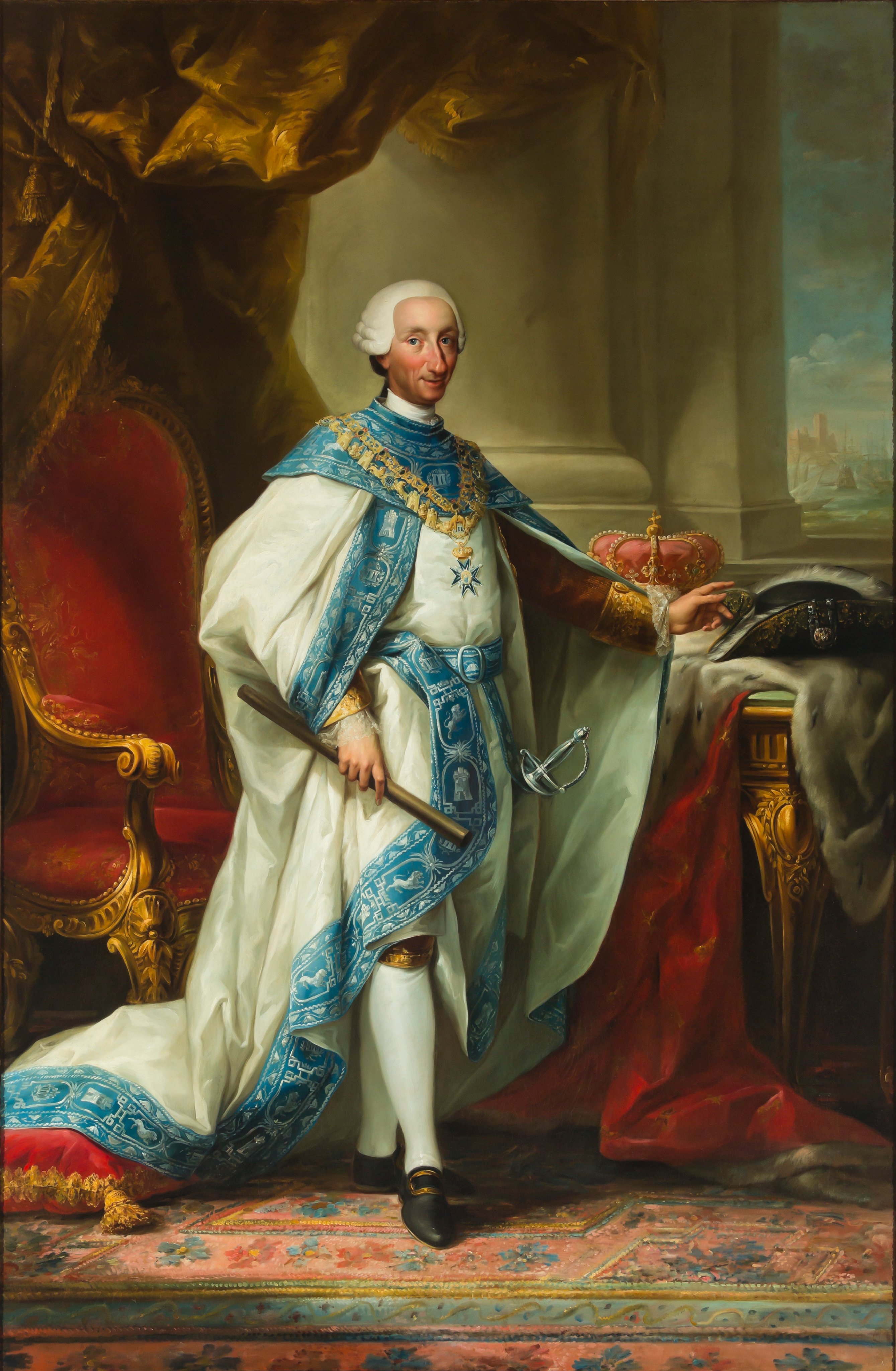
Carlos III da Espanha. Ele escreveu ao seu Plenipotenciário Grimaldi durante as negociações de paz em Paris, no final de 1762: "Prefiro perder a minha dignidade do que ver o meu povo sofrer". Foi durante a invasão de Portugal - a principal contribuição espanhola para a Guerra dos Sete Anos - que a Espanha sofreu o maior número de mortos humanos (cerca de 25.000 soldados). A rendição de Havana representou 9.000 perdas.

Segundo vários contemporâneos, as enormes perdas humanas vividas pelos espanhóis durante a invasão de Portugal contribuíram para desprestigiar a Espanha:
- General Contemporâneo Dumouriez (francês), 1766: "A preservação (da independência) de Portugal custou à Espanha sua glória, seu tesouro, e um exército".[203]
- Autor espanhol anônimo contemporâneo, 1772: "...o descrédito e a destruição de um esplêndido exército na última entrada (invasão de Portugal), convenceu a Europa de que nosso poder era mais imaginário do que real. Com comparações odiosas com o que nós (os espanhóis) éramos em outros tempos". (em Militares - Reflexões históricas sobre porque Portugal permanece independente da Espanha e porque nossas guerras contra ela normalmente terminam em desgraça, o que continuará até que tomemos outras disposições. (em espanhol)).[204]
- Sátira espanhola contemporânea, zombando da destruição de um exército espanhol em Portugal e de uma marinha em Cuba - em apenas 6 meses:

"Através de uma Família Compacta / a espada que ele desenhou / assim, acreditava-se que o mundo que ele ia conquistar. / Mas ele embainhou sua espada novamente / tendo perdido um esplêndido exército / uma excelente marinha, dinheiro e muitos homens / e sua honra em Havana / somente em seis meses" (A invasão de Portugal levou seis meses enquanto o cerco de Havana durou dois meses).
- José Cornide (espanhol), que foi a Portugal em 1772 para estudar as razões da derrota franco-espanhola, e elaborou um relatório militar daquele país: "A guerra contra o Reino de Portugal... seu mau resultado, e a perda de um número considerável de tropas e até mesmo de civis... que foram contaminados pelas tropas em retirada (...). Meramente na Galiza (sobre a qual posso falar com algum conhecimento) mais de 60.000 pessoas foram perdidas como consequência da guerra de (17)62 ... sempre que adotarmos... as táticas da guerra de 1762, o resultado será sempre tão vergonhoso como então".[206]

Longe de salvar a França da derrota, a Espanha a compartilhou, e até a piorou. Entretanto, após a guerra a Espanha se comprometeria com a paz, abraçando um processo bem sucedido de reformas e modernizações.

## Um julgamento, duas medidas

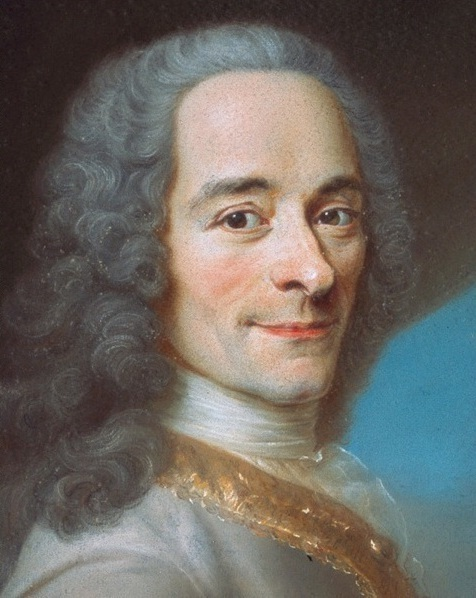
O retrato de Voltaire, que como outros intelectuais contemporâneos, criticou a invasão de 1762. Ele atribuiu a vitória anglo-portuguesa sobre os franco-espanhóis inteiramente ao gênio do conde Lipa. Ele classificou a tentativa espanhola de derrotar a Grã-Bretanha invadindo Portugal, como "o maior golpe político que a história moderna registra". Adam Smith, por sua vez, considerou a invasão uma tática econômica tendenciosa, pois se baseava na premissa de que a Inglaterra não sobreviveria sem o ouro de Portugal.

Após o fim da Guerra dos Sete Anos, houve um conselho de guerra na Espanha para julgar os líderes militares envolvidos na queda de Havana em mãos britânicas, principalmente Juan de Prado y Portocarrero (governador de Cuba) e o Marquês dos Transportes Reais. O Conde de Aranda foi o presidente deste conselho. As punições eram geralmente muito severas, e Aranda estava particularmente ativo pedindo inclusive a pena de morte para o ex-vice-rei do Peru, Conde de Superunda- cujo único crime tinha sido estar no lugar errado na hora errada (ele estava retornando à Espanha depois de servir a Coroa no Peru por 16 anos, quando foi pego no cerco de Havana).
A derrota devastadora causou grande comoção na opinião pública espanhola, que exigiu bodes expiatórios. Mas, ironicamente, seria o perdedor da campanha portuguesa de 1762 que julgaria o perdedor de Cuba. O historiador espanhol José de Urdañez salientou isso:

"como explicaram os melhores biógrafos do conde aragonês (Aranda), 'sob o manto do rigor, o fracasso material e moral que esta guerra tinha sido na Espanha foi camuflada diante do povo'. (...). No entanto, ainda era surpreendente que o líder do exército derrotado em Portugal fosse o acérrimo acusador dos defensores de Havana...".— Em Víctimas Ilustradas del Despotismo. El Conde de Superunda, Culpable y Reo, ante el Conde de Aranda.

## A invasão na literatura
Curiosamente, a invasão franco-espanhola de Portugal é quase um episódio esquecido nos livros sobre História de Portugal. E para a literatura portuguesa, é como um ponto cego (com algumas exceções: Lillias Fraser, a "Hélia Correia", e "A paixão do conde de Fróis", de Mário de Carvalho).
Entretanto, na literatura inglesa, há pelo menos um livro sobre o assunto: Honra absoluta, cujo herói é um inglês (Jack Absolute) que vive aventuras durante a invasão franco-espanhola de Portugal, em 1762. Naturalmente, e por razões compreensíveis, esta campanha também está quase ausente da literatura espanhola. Há, no entanto, uma exceção altamente qualificada - o grande novelista e Dramaturge Benito Pérez Galdós, que escreveu um conto sobre a batalha de Bailén, onde um personagem, D. Santiago Fernández, descreve sarcasticamente sua participação na campanha de 1762, defendendo ferozmente seu mestre, o marquês de Sarria: "... Não houve outro Sarria nascido depois de Alexandre, o macedônio (...). Foi uma grande campanha, sim senhor; entramos em Portugal, e embora tivéssemos que nos retirar pouco depois, porque os ingleses apareceram diante de nós (...). O Marquês de Sarria era um defensor da tática prussiana, que é ficar quieto e esperar que o inimigo avance desvairadamente, ficando assim rapidamente cansado e derrotado. Na primeira batalha travada com os aldeões portugueses, todos começaram a correr quando nos viram, e o general ordenou que a cavalaria tomasse posse de um rebanho de ovelhas, o que foi conseguido sem derramamento de sangue".